# تسلسل زمني للاحتجاجات البحرينية 2011
فيما يلي تسلسل زمني للاحتجاجات البحرينية في الفترة من شباط / فبراير إلى آذار / مارس 2011، بدءا من بدء الاحتجاجات في شباط / فبراير 2011، بما في ذلك الحملة المدعومة من السعودية منذ 15 آذار / مارس.

## تسلسل زمني

### فبراير 2011

#### 4 فبرابر
تجمع مئات من البحرينيين أمام السفارة المصرية في المنامة للتعبير عن تضامنهم مع المتظاهرين المناهضين للحكومة هناك. طبقا لصحيفة وول ستريت جورنال، فإن هذا كان «واحدا من أولى هذه التجمعات التي عقدت في دول الخليج الغنية بالنفط». خلال التجمع، قام إبراهيم شريف، الأمين العام لجمعية العمل الوطني الديمقراطي (جمعية وعد) بالدعوة إلى «الإصلاح المحلي».

#### 13 فبراير
قام مجموعة من الشبان بالتظاهر في قرية كرزكان في المحافظة الشمالية، وتطورت الأحداث إلى اشتباكات مع رجال الأمن الذين استخدموا الرصاص المطاطي والغاز المسيل للدموع، مماأدى لإصابة بعض المتظاهرين في الحادث. وكذلك الهجوم على أحد أعراس القرية من قبل عناصر الشرطة.

#### 14 فبرابر (يوم الغضب)

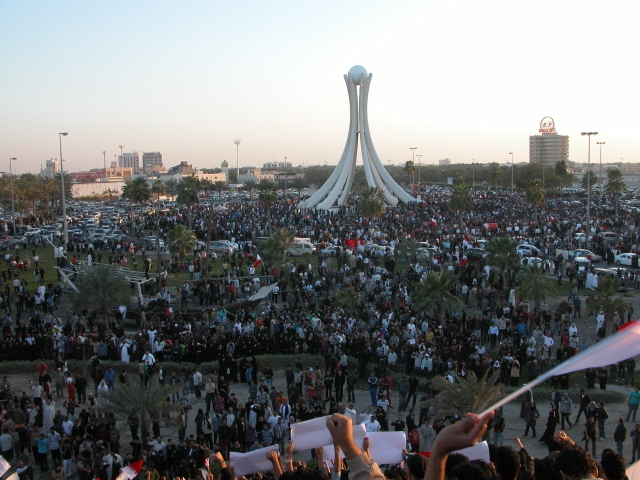
تجمع المتظاهرون في دوار اللؤلؤة للمرة الأولى يوم 15 فبراير.

في 14 شباط / فبراير، شارك ما يقدر ب 6000 شخص في العديد من المظاهرات والتجمعات السياسية في جميع أنحاء البحرين. وتفاوتت مطالب المتظاهرين وتضمنت الإصلاح الدستوري والإصلاح السياسي والعدالة الاجتماعية والاقتصادية. لم يطلب المتظاهرون الحصول على تصاريح، كما هو مطلوب بموجب القانون البحريني. تم تسجيل أول مظاهرة في الساعة 05:30 في قرية النويدرات الشيعية، حيث قيل أن 300 شخص شاركوا في هذه المظاهرات. كان المتظاهرون يطالبون بالإفراج عن المعتقلين خلال الاحتجاجات السابقة. قامت الشرطة بتفريق هذا التجمع، مما أدى إلى بعض الإصابات، وإدخال أحد المتظاهرين إلى المستشفى. واصلت الشرطة تفريق المسيرات على مدار اليوم بقنابل الغاز المسيل للدموع والرصاص المطاطي والبنادق، مما أدى إلى إصابات إضافية، وإدخال ثلاثة متظاهرين إلى المستشفيات.
حدثت مظاهرة رئيسية في جزيرة سترة الشيعية، حيث خرج عدة آلاف من الرجال والنساء والأطفال إلى الشوارع. وطبقا للشهود الذين قابلتهم منظمة أطباء من أجل حقوق الإنسان، وصل مئات من رجال شرطة مكافحة الشغب المسلحين بالكامل إلى مكان الحادث وبدأوا على الفور بإطلاق الغاز المسيل للدموع والقنابل الصوتية على الحشود لتسبب الذعر. ثم أطلقوا الرصاص المطاطي في الحشد غير المسلح، وكانوا يستهدفون الناس في الخط الأمامي الذين جلسوا في الشارع للاحتجاج.
في مساء 14 شباط / فبراير، توفي علي مشيمع متأثرا بجروح في ظهره التي سببتها أعيرة نارية من بندقيات الشرطة. تقول الحكومة أن علي كان جزءا من مجموعة تضم 500 متظاهر هاجموا 6 من رجال الشرطة بالصخور والقضبان المعدنية. تزعم الحكومة أن الشرطة استنفدت إمداداتها من الغاز المسيل للدموع والرصاص المطاطي في محاولة فاشلة لتفريق الحشد، ولجأت إلى استخدام البنادق. يقول شهود عيان أنه لم تكن هناك مظاهرات في ذلك الوقت الذي أصيب فيه علي. يقولون إن علي شوهد يسير مع مجموعة من الضباط الذين كانوا يشيرون بنادقهم عليه. وعندما سار علي، أطلق النار عليه في ظهره من قبل أحد الضباط. في وقت لاحق، تجمع عدة مئات من المتظاهرين في موقف للسيارات في المستشفى حيث تم أخذ علي. أعربت وزارة الداخلية عن أسفها للحادث وأعلنت أنه سيتم التحقيق في وفاته.

#### 15–16 فبراير
شارك آلاف المشيعين في جنازة علي مشيمع. أثناء الجنازة، أطلقت الشرطة النار على فاضل المتروك في ظهره على مسافة قريبة، وتوفي خلال ساعة من إصابته بطلقات نارية. تقول الحكومة إن فاضل كان جزءا من مجموعة من 400 من المشيعين هاجموا 7 من رجال الشرطة بالصخور والقضبان المعدنية. تزعم الحكومة أن الشرطة استنفدت إمداداتها من الغاز المسيل للدموع والرصاص المطاطي في محاولة فاشلة لتفريق الحشد، ولجأت إلى استخدام البنادق. يقول الشهود إن الشرطة أطلقت النار على فاضل في الخلف، حيث انحنى لمساعدة أحد المتظاهرين الذي انهار عندما أطلقت الشرطة الغاز المسيل للدموع على جنازة علي. سار المتظاهرون الغاضبين نتيجة الوفاة الثانية إلى دوار اللؤلؤة حوالي الساعة 15:00، وبدأوا في إقامة الخيام. تزايد عدد المتظاهرين إلى ما يصل إلى عشرة آلاف بحلول الليل. لم تحاول الشرطة تفريق المتظاهرين عند الدوار، حيث أمر ملك البحرين حمد بن عيسى آل خليفة بأن يسمح للناس باستخدام دوار اللؤلؤة للتعبير عن حزنهم.
اختفى محمد البوفلاسة، وهو ضابط سابق في قوة دفاع البحرين، بعد أن ألقى خطاب مسائي في الدوار يدعو إلى الوحدة الوطنية بين السنة والشيعة، وأعرب عن تأييده للاحتجاجات. كان الخطاب جدير بالملاحظة لأن محمد مسلم سني محافظ دينيا، في حين أن معظم المتظاهرين كانوا من الشيعة أو السنة العلمانيين. اعترفت الحكومة لأول مرة في 4 آذار / مارس بأنه كان محتجزا.
في رد فعل على هاتين الوفاتين، دعا الاتحاد العام لنقابات عمال البحرين، اتحاد عمال البحرين، إلى إضراب عام ابتداء من 17 فبراير / شباط، وأعلنت جمعية الوفاق، التي تضم أكبر عدد من المقاعد في المجلس الوطني البحريني، تعليق مشاركتها في البرلمان في خطاب مسائي على تلفزيون الدولة بمناسبةالمولد النبوي، قدم الملك حمد تعازيه لوفاة الاثنين، وأعلن عن إنشاء لجنة للتحقيق في أحداث اليومين الماضيين. على مدار اليوم، قيل إن 25 شخصا أصيبوا، وتظهر سجلات المستشفيات في المستشفى العام الرئيسي في البحرين سبعة تسجيلات تتعلق بالاحتجاجات.
في 16 فبراير، واصل الآلاف من المتظاهرين احتلال دوار اللؤلؤة. وصف الشهود الأجواء في الدوار بأنها «احتفالية»، حيث قام المتظاهرون بتوزيع الشاي والقهوة والمواد الغذائية أثناء مناقشة الوضع في البحرين. وألقت العديد من الشخصيات السياسية المختلفة كلمات في الدوار. وفي مكان آخر من البحرين، أقيمت مراسم جنازة لفاضل المتروك، وقام مجموعة من مؤيدي الملك حمد بتنظيم موكب سيارات يضم نحو 100 سيارة. تم إدخال شخصين إلى المستشفى العام الرئيسي في البحرين للإصابات المتعلقة بالاحتجاجات الجارية في 16 فبراير.
تم إلغاء سباق «جي بي 2 آسيا» المقرر عقده في حلبة البحرين الدولية، بعد إلغاء الممارسة بسبب إعادة نشر الطواقم الطبية للدائرة إلى المستشفيات في العاصمة. كما تم إيقاف دورة تدريبية لموسم الفورمولا واحد لعام 2011 في سباق جائزة البحرين الكبرى، وأعرب المسؤولون عن قلقهم من أن السباق سيحتاج إلى نقله أو إلغاؤه.

#### 17 فبراير (الخميس الدامي)
- اقتحمت قوات الأمن البحرينية في حوالي الساعة الثالثة فجراً ميدان اللؤلؤة وسط المنامة لتفريق المعتصمين هناك منذ يومين والذين قدر عددهم في ساعة الهجوم بالالاف، مما أدى لسقوط ثلاثة قتلى وإصابة 231 بجروح (وزير الصحة البحريني).[13] وشنت قوات الأمن الهجوم بالقنابل المسيلة للدموع والرصاص المطاطي والهراوات.[14] وقال شاهد العيان علي المهدي أن قوات الأمن استطاعت السيطرة على الميدان الذي كان يعتصم فيه -حسب قوله- ما بين 5000 و6000 شخص.[15] وقال النائب إبراهيم مطر أن نحو ستين شخصا فقدوا بعد مداهمة الشرطة الاعتصام.[16] وعلى الرغم من انتشار عشرات الدبابات والآليات العسكرية الثقيلة وسط العاصمة قرب ميدان اللؤلؤة والشوارع المحيطة به وإغلاق الأمن للشارع الرئيسي المتجه نحو العاصمة،[17] استمرت المواجهات في منطقة القفول غرب العاصمة المنامة وسط أنباء عن ارتفاع عدد الجرحى إلى أكثر من مائة.[14]
- وأعلن الجيش البحريني ظهر اليوم أنه نشر قواته في المنامة العاصمة للمحافظة على الأمن والنظام، وحذر من خطورة أي تجمعات جماهيرية، وقال إنه سيتخذ ما وصفه بإجراءات صارمة من أجل حفظ الأمن والنظام، وناشد المواطنين بعدم التجمهر في المناطق الحيوية بوسط العاصمة.[16]
- في هذه الأثناء أعلنت جمعية الوفاق الإسلامية المعارضة (وعدد نوابها 18 من البرلمان المؤلف من أربعين نائبا) انسحابها من البرلمان تضامنا مع الشباب المحتج المطالب بالإصلاح. وقال النائب في البرلمان البحريني عن جمعية الوفاق علي الأسود إن هناك حالة طوارئ غير معلنة، وقال أن هناك أنباء غير مؤكدة عن استخدام الرصاص الحي، وأن «ما يجري هو جريمة في حق الإنسانية»، وأضاف «نحن نواجه هجمة شرسة لتصفية هذه الأصوات الحرة». كما قالت النائبة في البرلمان البحريني سميرة رجب أن البحرين تمر الآن بظروف لم تشهدها من قبل، وأن المحظور قد وقع.[14]
- وفي نفس السياق نظم أطباء وممرضون ومسعفون مظاهرات اليوم أمام مستشفى السلمانية في العاصمة المنامة، منددين بقرار من وزير الصحة يمنع استخدام سيارات الإسعاف في نقل ضحايا الاحتجاجات التي تشهدها البلاد. وتقدم الأطباء والممرضون المظاهرة، وانضم إليهم عدد من المواطنين المطالبين بالإصلاح.[16]
- وقال وزير الخارجية البحريني الشيخ خالد بن أحمد آل خليفة في مؤتمر صحفي عقده وزراء خارجية دول مجلس التعاون الخليجي على هامش اجتماعهم الاستثنائي في المنامة أن تحرك الشرطة كان ضروريا لمنع انزلاق البلاد إلى هاوية الطائفية، وأن جيش البلد يحمي البلد ويحمي الدماء ولم يوجه سلاحه إلى المواطنين. وقال إن «شيعة البحرين ولاؤهم للبحرين. شيعة.. سنّة كلنا مسلمون، وإن اليوم هو أهم يوم نؤكد فيه على هذه اللحمة».[13]
- وذكرت وزارة الداخلية في تقرير لها على تلفزيون البحرين أن قوات الأمن عثرت في خيام المتجمهرين أثناء العملية الأمنية على 4 أسلحة نارية وذخيرة حية وسيوف وسكاكين، وقد وصفت جمعية الوفاق الوطني البحرينية المعلومات التي أوردتها وزارة الداخلية البحرينية بأنها مسرحية سخيفة لم ترق حتى للمسرحيات التي انكشف زيفها سابقاً خصوصاً وأن الأدوات التي أوردها التقرير تقدم المؤسسة الأمنية للمواطنين في قالب ضعيف وهزيل لا يليق بهذه المؤسسة التي يفترض فيها أن تكون وطنية صادقة لا تعتمد على التدليس والخداع. واعتبر التقرير الذي نشر صوراً لسلاح ناري وسيوف وخناجر بأنه مضحك جداً كون الأدوات ليست في التداول في الساحة البحرينية وليس لها علاقة بما هو قائم ولا حاجة لها ولم يكن المعتصمون طرف في قبال طرف آخر حتى تستخدم هذه الأسلحة الأدوات، والمثير للغرابة أن القوات المذكورة قامت بأبشع التجاوزات الإنسانية في استهداف الأطفال وتهشيم أجساد الشيوخ الذين قتلت هذه القوات منهم أثنين في عقدهم الخامس من العمر. ودعت الوفاق المؤسسة الأمنية لعدم توريط نفسها في مسرحيات هزيلة خصوصاً وأن سيطرة القوى الأمنية الأمنية والميليشيات المسلحة معها لأكثر من 12 ساعة دون السماح لأحد بالدخول لكفيل بزرع هذه الأدوات المضحكة في دوار اللؤلؤ.وأكدت الوفاق على أن التحضر السلمي الذي أبداه شعب البحرين أمام آلة القتل هو الذي سطر أروع دروس التحضر الذي أحرجت الأجهزة الأمنية التي سعت إلى خلق هذه المسرحيات التي مل منها العالم من كثر ما كررها النظام.[13]

#### 18 فبراير
شارك آلاف البحرينيين بعد صلاة الجمعة اليوم في تشييع اثنين من الخمسة الذين قتلوا برصاص قوات الشرطة فجر أمس الخميس لدى تفريقها بالقوة مظاهرة معارضة لسياسات النظام في دوار اللؤلؤة، فيما شهدت شوارع العاصمة المنامة مسيرة مؤيدة للحكومة ولملك البحرين.
وقد تجمع خارج أحد المساجد في منطقة سترة عدة آلاف للمشاركة في التشييع، مرددين شعارات تطالب بسقوط النظام. وقالت وسائل إعلام وشهود عيان إنه لم يظهر أي تواجد للقوات الأمنية بالقرب من المسجد الذي جرت فيه الصلاة على القتلى، فيما حلقت مروحية تابعة لوزارة الداخلية في سماء المنطقة. وكان إمام المسجد الشيخ عيسى قاسم قد وصف هجوم الشرطة على آلاف المحتجين في دوار اللؤلؤة بالمذبحة. وقد أدى العنف الذي لجأت إليه السلطات في التعامل مع المتظاهرين، إلى رفع سقف مطالب هؤلاء، حيث كانت مطالبهم بالبداية تقتصر على تخفيف قبضة الأسرة المالكة على المناصب الحكومية الكبرى، ومعالجة ما سموه التمييز الذي تعانيه «الأغلبية الشيعية» بالبلاد، غير أن المزاج العام تبدل بعد أحداث العنف وارتفع سقف المطالب، إلى المطالبة برحيل النظام.
من جهة أخرى شارك آلاف المواطنين في مسيرة دعت إليها جمعيات أهلية بعد صلاة الجمعة تأييدا للنظام في البحرين. حيث تدفق المشاركون على شوارع العاصمة المنامة ملوحين بالأعلام وبصور الملك. وأظهرت لقطات تلفزيونية رجالا ونساء وأطفالا يرتدي معظمهم الزي التقليدي وهم يسيرون ببطء في شوارع المنامة ورفع كثيرون صورا للملك حمد بن عيسى آل خليفة.
بينما فتحت قوات الأمن البحرينية النار اليوم على المتظاهرين الذين كانوا ينادون بإرساء الديمقراطية مما أدى إلى سقوط أكثر من 60 جريحا. وقال وزير الصحة البحريني فيصل يعقوب الحمر إن ستة أشخاص أصيبوا الجمعة في مواجهات بين متظاهرين وقوات الأمن في المنامة.
وأصدرت جمعية المعلمين البحرينية بياناً تدعو فيه جموع المعلمين إلى الاعتصام أمام أبواب المدارس يوم الأحد الموافق 20 من فبراير الجاري وعدم القيام بعملية التدريس أو مزاولة أي عملٍ داخل المدرسة في وقفة احتجاجية تضأمنية سلمية مع جموع الشعب. كما وتنصح فيه الجمعية بعدم إرسال أبنائهم للمدارس وذلك حرصاً من الجمعية على سلامة هؤلاء التلاميذ؛ لأنها تعلم ما الذي قد تقوم به قوات الأمن في مواجهة المُعلّمين وما يمكن أن يصيب هؤلاء الطلبة.
وفي تطور آخر بادر ولي العهد نائب القائد الأعلى سمو الأمير سلمان بن حمد آل خليفة للتحدث مباشرة إلى شعب البحرين بجميع فئاته من دون استثناء في زيارة مفاجئة وبث لحوار انطلق من القلب، متوجهاً إلى الجميع بمبادرة نوعية تتضمن إعلان التهدئة، وبعد ذلك مباشرة الجلوس على طاولة الحوار مع الجميع ومن دون استثناءات وطلب ملك البحرين حمد بن عيسى آل خليفة من ولي عهده بدء حوار وطني مع جميع الأطراف والفئات لحل الأزمة التي تعصف بالمملكة. وجاء في بيان رسمي أن ملك البلاد أعطى ولي العهد الشيخ سلمان بن حمد آل خليفة «جميع الصلاحيات اللازمة لتحقيق الآمال والتطلعات التي يصبو إليها المواطنون الكرام بكافة أطيافهم».
وكان الرئيس الأميركي باراك أوباما أجرى اتصالا هاتفيا مع ملك البحرين مساء اليوم حث خلاله السلطات على إجراء إصلاحات بناءة، وفقا لما صرح به المتحدث باسم البيت الأبيض جاي كارني.

#### 19 فبراير
- رفضت جمعية الوفاق التي تقود المعارضة بالبحرين الدعوة إلى الحوار مع جميع الأطياف السياسية التي أعلن عنها الملك حمد بن عيسى آل خليفة بعد يومين شهدا مصرع وإصابة عشرات الأشخاص في مواجهات بين قوات الأمن ومتظاهرين ينادون بالإصلاح السياسي. ونقلت وكالة رويترز عن عضو جمعية الوفاق الشيعية إبراهيم مطر أن الجمعية التي تمثل كتلة المعارضة الرئيسية في البحرين لا تشعر أن هناك رغبة جادة للحوار لأن الجيش منتشر في الشوارع. وأضاف أن السلطات عليها أن تقبل مفهوم الملكية الدستورية وأن تسحب القوات من الشوارع قبل بدء أي حوار، على أن يتم بعد ذلك تشكيل حكومة مؤقتة تضم وجوها جديدة ليس بينها وزيرا الداخلية والدفاع الحاليان.[23]
- هذا وقد سحب الجيش البحريني مدرعاته من ساحة اللؤلؤة التي كانت محورا للاحتجاجات المناهضة للحكومة وذلك بعد ساعات من إعلان جمعية الوفاق المعارضة أنها لن تقبل دعوة الملك إلى الحوار الوطني إلا بعد انسحاب الجيش ضمن إجراءات لتهيئة الأجواء لهذا الحوار. كما أعلن بيان حكومي أن ولي العهد الأمير سلمان بن حمد آل خليفة أمر بسحب جميع قوات الجيش من شوارع البلاد، على أن «تواصل قوات الشرطة الإشراف على الأمن والنظام».[24]
- وعلى الفور قامت قوات الشرطة بالتصدي لمتظاهرين حاولوا العودة إلى ساحة اللؤلؤة من مجمع السلمانية الطبي، والسنابس[25]، حيث استخدمت الغاز المسيل للدموع وقنابل الدخان لتفريقهم وتأكيد سيطرتها على المكان.[26]

فاندلعت أعنف المواجهات منذ اندلاع الاحتجاجات، وقال مصدر طبي لرويترز إن ما بين (60 إلى 80) شخصاً نقلوا إلى المستشفى اليوم بعد تأثرهم بغازات مسيلة للدموع أو إصابتهم بأعيرة مطاطية. وأضاف طبيب بمستشفى السلمانية أن المستشفى ممتلئ الآن ولا توجد به كميات كافية من الأوكسجين لعلاج المصابين.
- ثم اضطرت شرطة مكافحة الشغب إلى الانسحاب بشكل سريع من دوار اللؤلؤة أمام إصرار حشود المتظاهرين على الوصول إليه. وتوجه المحتجون راكضين وهم يحملون الأعلام الوطنية نحو وسط الدوار وأعادوا احتلاله حتى قبل تمام انسحاب الشرطة ولوح المحتجون بأيديهم مودعين رجال الشرطة المنسحبين. وسرعان ما اكتظ دوار اللؤلؤة بعشرات الآلاف الذين احتفلوا بانتصار المحتجين وأغلبهم من الشيعة. وأعيد نصب الخيام التي أزالها الجيش قبل يومين وبدأ الأطباء يستعدون لإقامة مراكز طبية ميدانية لمعالجة أي مصاب.[28]
- في الوقت نفسه، دعا الاتحاد العام لنقابات عمال البحرين إلى إضراب مفتوح ابتداء من يوم غد الأحد حتى تتحق مطالب المحتجين والسماح لهم بحرية التظاهر السلمي للتعبير عن هذه المطالب.[26]
- هذا وقد أجرى توم دونيلون مستشار الأمن القومي الأمريكي اتصالاً هاتفياً مع ولي عهد البحرين سلمان بن حمد آل خليفة أبدى خلاله تأييده لضبط النفس ولمبادرات الحوار التي دعا إليها، وحث على احترام حقوق الإنسان وإجراء إصلاحات تلبي تطلعات البحرينيين. وقد اتصل أيضاً وزير الخارجية البريطاني وليم هيغ كذلك بولي عهد البحرين وعبر له عن قلق بريطانيا العميق تجاه الوضع واستنكاره «لاستخدام الذخيرة الحية ضد المحتجين».[29]

#### 20 فبراير
واصل محتجون بحرينيون اعتصامهم في دوار اللؤلؤة بالعاصمة المنامة اليوم بعد انسحاب قوات الشرطة من هناك. وذكر مراسل لوكالة الأنباء الألمانية أن الوضع في دوار اللؤلؤة بدا هادئا ولم يشهد أي مصادمات. وحاول المحتجون تجنب القيام بأي أعمال تمنحهم طابعا طائفيا ولوحوا بعلم البحرين بلونيه الأحمر والأبيض، ورددوا شعارات تدعو لوحدة البحرين.
وقال رئيس جمعية المعلمين مهدي أبو ديب أن الدعوة (التي وجهتها جمعية المعلمين البحرينية يوم أمس لاعتصام مفتوح ابتداء من اليوم الأحد لجميع معلمي ومعلمات مدارس البحرين)، أدت إلى توقف أكثر من 80% من مدارس البحرين التي غاب عنها الطلاب والطالبات وفق بعض المدرسين.
لكن الوكيل المساعد للتعليم العام والفني ناصر محمد الشيخ قال في اتصال مع الجزيرة نت إن الإحصائيات الواردة من المدارس تفيد أن جميع المدرسين والطلاب الذين يقدر عددهم بنحو 130 ألف طالب وطالبة حضروا للمدارس وبالذات في مدارس المحرق والجنوبية. وأضاف الشيخ أن نسبة الذين غابوا من المدرسين والطلاب هم أعداد محدودة لا تؤثر على سير الدراسة في البحرين ولا يشكلون مشكلة لتوقف التعليم.
ويتزامن ذلك مع إلغاء النقابة العامة للعمال في المملكة إضرابا عاما كان من المقرر أن ينظم غدا الاثنين، بعد استجابة الحكومة لمطلبها بالحق في التظاهر سلميا. وقالت النقابة إنها قررت وقف الإضراب والعودة إلى العمل.
وقال ولي عهد البحرين الشيخ سلمان بن حمد آل خليفة -في مقابلة مع شبكة سي إن إن الإخبارية الأميركية- أن جميع الأحزاب السياسية في البلاد جديرة بان يكون لها صوت على المائدة، مضيفا أن ملك البحرين كلفه بأن يقود الحوار وبناء الثقة مع جميع الأطراف. وقال أيضاً أنه سيجري السماح للمحتجين بالبقاء في دوار اللؤلؤة. وقال مراقبون في البحرين إن ولي العهد ظهر بوصفه الرجل القوي الذي استبعد في الوقت الحالي الصقور في البلاط الملكي ورئيس الوزراء.
وفي تطور آخر، أكد النائب البرلماني البحريني السابق ناصر الفضالة أن عددا من القوى السياسية والوطنية شكلت اليوم «التجمع الوطني للوحدة الوطنية»، للتمسك بالوحدة الوطنية والدفاع عن شرعية النظام القائم ومواجهة الخطاب الطائفي.
ومما يذكر أيضاً أن مؤسسة موديز للتصنيفات الائتمانية أعربت عن قلقها إزاء استمرار الاضطرابات في البحرين وقالت إنها تتابع الوضع هناك عن كثب. وفي نهاية الأسبوع الماضي ارتفعت تكلفة تأمين ديون البحرين إلى أعلى مستوياتها في 18 شهرا في ظل استمرار الاحتجاجات التي تشهدها.

#### 21 فبراير
- المحتجون: تواصل اليوم تدفق المحتجين إلى ميدان اللؤلؤة وسط العاصمة البحرينية المنامة للانضمام إلى المعتصمين هناك. واحتشد أكثر من 1500 معلم في ميدان اللؤلؤة وتعهدوا بوقف التدريس لحين إسقاط الحكومة، كما احتشد قرابة 10,000 متظاهر في الميدان الذي بات مركزا للاحتجاجات في المملكة[31]

وكانت هناك دعوة وجهتها جمعية المعلمين البحرينية إلى اعتصام مفتوح ابتداء من أمس الأحد لجميع معلمي ومعلمات مدارس البحرين من أجل توقف غالبية المدارس.
- المؤيدون: تظاهر أكثر من عشرة آلاف من الموالين للحكومة مساء اليوم في المنامة لدعم العائلة المالكة. وتجمع المتظاهرون في مسجد الفاتح وهم يرددون هتافات لدعم الملك حمد بن عيسى آل خليفة.[33]
- الحوار: أعلن ولي عهد البحرين الشيخ سلمان بن حمد آل خليفة في بيان أنه في الوقت الراهن يتركز اهتمام البلاد بشكل كامل على إقامة حوار وطني جديد من أجل البحرين. وأضاف أنه بعد أحداث الأسبوع الماضي صارت أولوية البلاد هي التغلب على المأساة ومعالجة الانقسامات والحفاظ على تماسك البلاد.
- وفاة أحد المصابين: كما أفادت مصادر طبية أن شخصا توفي اليوم في مستشفى السلمانية ويدعى عبد الرضا متأثرا بالرصاص الانشطاري الذي أصاب رأسه يوم الجمعة الماضي أثناء المواجهات التي دارت بين محتجين حاولوا الوصول لميدان اللؤلؤة وبين عناصر الأمن والجيش البحريني.[31]
- التصنيف الائتماني: من جهة أخرى خفضت مؤسسة ستاندرد آند بورز تصنيفها الائتماني للدين السيادي البحريني للأجلين الطويل والقصير بسبب مخاوف من استمرار الاضطرابات السياسية والمظاهرات في المملكة. وحددت المؤسسة تصنيف البحرين عند 1 من 2 ووضعتها قيد المراقبة مع توقعات سلبية. وخفضت ستاندرد آند بورز أيضا تصنيفها للبنك المركزي البحريني وشركة ممتلكات القابضة وهي صندوق الثروة السيادية للبحرين إلى 1 من 2 ووضعتهما قيد المراقبة مع توقعات سلبية أيضا.[34]

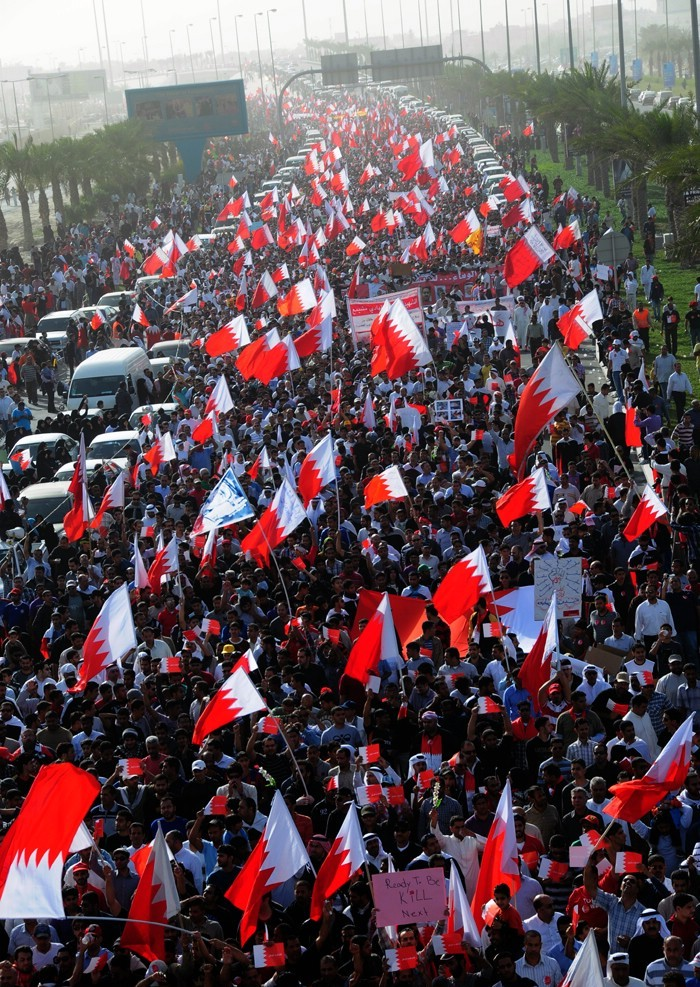
مئات الآلاف من البحرينيين يشاركون في "مسيرة الوفاء للشهداء"، تكريما للمعارضين السياسيين الذين قتلتهم قوات الأمن، في 22 فبراير.

#### 22 فبراير (الوفاء للشهداء)
- المنامة: تدفق عشرات الآلاف من أنصار المعارضة في البحرين إلى شوارع العاصمة المنامة في مسيرة ضخمة للمطالبة بإسقاط الحكومة، في أكبر مظاهرة من نوعها منذ بدء الاحتجاجات. وعلقت لافتة على أحد جسور المدينة كتب عليها «لا حوار قبل سقوط النظام الحاكم» بينما كان المتظاهرون يتدفقون إلى الشوارع في طريقهم إلى ميدان اللؤلؤة حيث يعتصم المطالبون بالتغيير، وهو المكان الذي تحول رمزا للاحتجاجات التي تشهدها البحرين منذ 14 فبراير/شباط 2011 م. وبحسب مراسل وكالة الصحافة الفرنسية، فقد امتدت الحشود الضخمة على حوالي ثلاثة كيلومترات في وسط المنامة في شارع رئيسي يؤدي إلى ميدان اللؤلؤة. وانضم الآلاف من المتظاهرين بينهم عدد كبير من النساء إلى المسيرة عبر الشوارع التي تؤدي إلى شارع المسيرة.[33]
- قرية المالكية: تزامنت المسيرة السابقة مع مشاركة عدة آلاف من المشيعين في جنازة شاب (32 عاما) قتل في احتجاجات شهدتها المملكة أوائل الاسبوع. وحمل المشيعون جثمان القتيل رضا محمد وطافوا به شوارع قرية المالكية، وهم يلوحون بأعلام البحرين ويرددون هتافات تدعو للوحدة الوطنية.
- وقالت وسائل الإعلام الرسمية أن الملك أمر بالإفراج عن مجموعة من السجناء لم تحدد عددهم، كما أمر بوقف كل القضايا التي تنظرها المحكمة فيما اعتبرته شخصيات معارضة إشارة إلى محاكمة المتهمين الشيعة بمحاولة قلب نظام الحكم.[33]

#### 23 فبراير
أعلنت الحكومة البحرينية اليوم في بيان رسمي الإفراج عن 308 أشخاص وذلك بعد عفو أصدره الملك حمد بن عيسى آل خليفة. كما أعلنت أنها ستباشر التحقيق في مزاعم تتصل بتعرضهم لعمليات تعذيب. ومن بين المفرج عنهم 23 شيعيا اعتقلوا في أغسطس/آب 2010 م بتهمة التخطيط للإطاحة بالنظام الملكي باستخدام العنف.
كما نظم آلاف البحرينيين مساء اليوم مسيرة إلى ساحة اللؤلؤة تقدمها المعتقلون السياسيون الذين أفرج عنهم، كما ردد المشاركون في المسيرة هتافات مناوئة للحكومة ثم انضموا إلى المعتصمين في الساحة.

#### 24 فبراير
يتواصل لليوم السابع على التوالي الاعتصام في ميدان اللؤلؤة بالعاصمة البحرينية المنامة وسط أنباء عن غياب الإجماع على مطالب محددة بين الشبان غير المنتمين سياسيا وبين الجمعيات السياسية البحرينية.
ففي حين أن الشبان غير المنتمين سياسيا يرفضون أي حوار مع الحكومة ويرفعون سقف مطالبهم وصولا إلى شعار إسقاط النظام، فإن جمعيات سياسية من بينها حركة الوفاق (الشيعية المعارضة) يختلفون مع هذا الرأي باعتباره مطلبا غير واقعي على حد تعبيرهم، ويرى البعض أن هذه الجمعية تسعى لتقاسم أكل الكعكة بين الشعب والحكومة فتنادي بملكية دستورية وتحاول حرف الشعارات المنادية بإسقاط النظام. لكن من بين التيارات السياسية التي تقترب من مواقف الشبان إلى حد ما حركة الحريات والديمقراطية التي تعرف اختصارا باسم حركة (حق) ويتزعمها الناشط السياسي المعروف حسن مشيمع وتأسست في نوفمبر/تشرين الثاني 2005 م، وتطالب بإحداث إصلاح سياسي حقيقي والسعي وراء إقامة دولة القانون ومؤسسات المجتمع المدني، وإصدار دستور جديد يقوم بصياغته الشعب عبر الانتخابات الشعبية بعد إصلاح قانون الانتخابات وتوزيع عادل للدوائر على أساس الكثافة السكانية، والتداول السلمي للسلطة دون تفرد لمجلس الوزراء، وعرض التشكيل الوزاري على مجلس البرلمان للمصادقة عليه، بالإضافة إلى إصلاح القضاء وإعادة صياغة القوانين، ومحاربة الطائفية وكافة أشكال التمييز.
وقال قيادي بجمعية الوفاق المعارضة أن اجتماعات بدأت اليوم بين قوى المعارضة وقوى الموالاة، لكنها لم تخرج بنتائج جديدة، مشيرا إلى أنها ستستمر وفق أجندة اتفق عليها الطرفان لتسريع تنفيذ المطالب التي رفعتها مؤسسات المجتمع المدني بما فيها الجمعيات السياسية المعارضة.
من جهة أخرى علقت جمعية المعلمين البحرينية الاعتصام الذي دعت إليه يوم الأحد الماضي، والذي تحول إلى إضراب المعلمين والطلاب في غالبية مدارس البحرين، الأمر الذي دفع بوزارة التربية للجوء إلى المتطوعين والمتقاعدين للقيام بعملية التدريس وسد النقص في الوظائف الإدارية.

#### 25 فبراير (حداد رسمي)

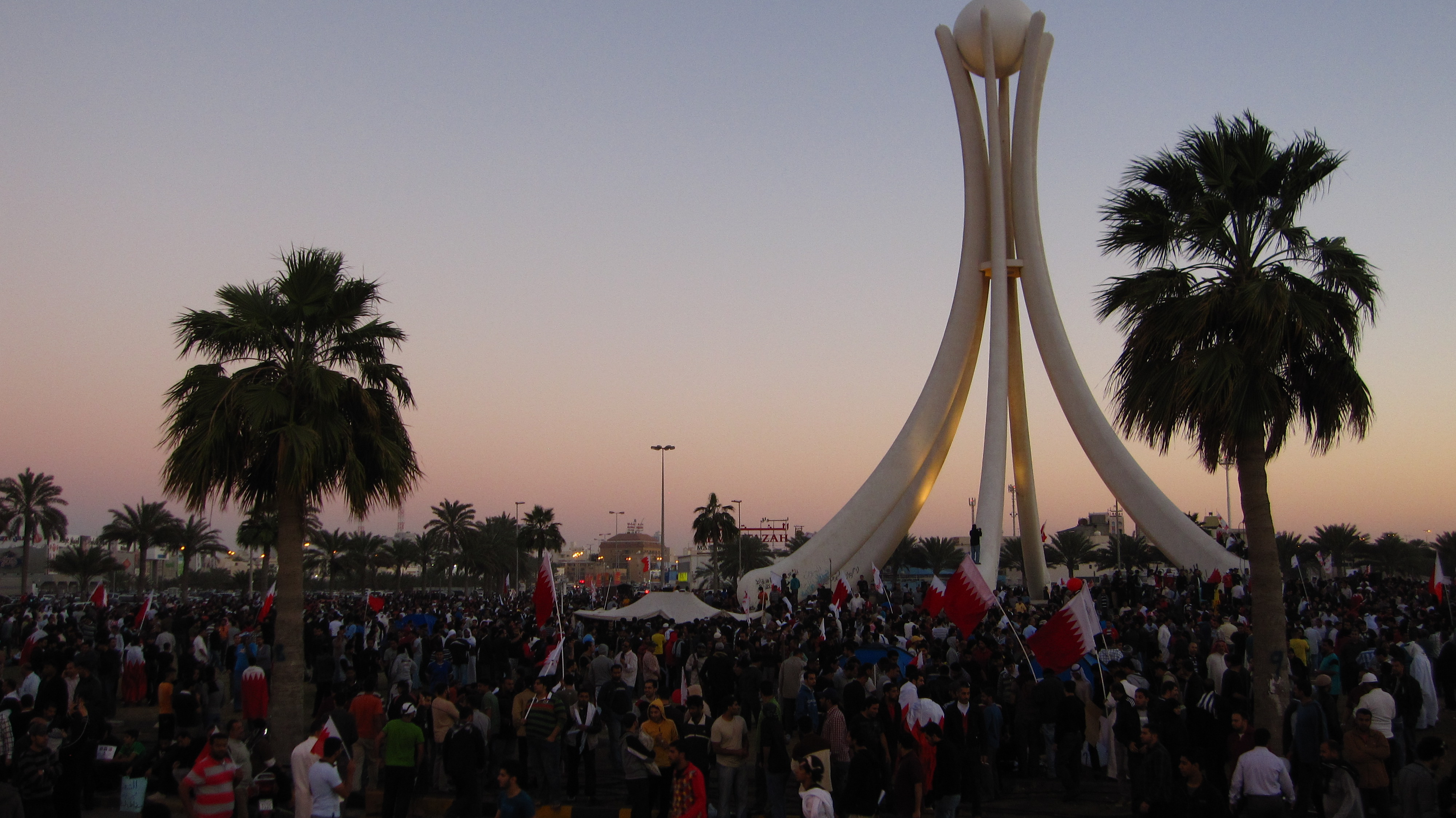

- يوم حداد: أعلن في البحرين اليوم يوم حداد على أرواح من سقطوا خلال الاحتجاجات التي تشهدها المملكة منذ 14 فبراير/شباط 2011 م. وبدأ الحداد الرسمي الذي أعلن عنه الديوان الملكي البحريني منذ منتصف الليلة الماضية، عندما توقفت جميع برامج تلفزيون وإذاعة البحرين عن بث برامجهما الاعتيادية وبدآ يبثان تلاوة القرآن الكريم.[36]
- إقالة 4 وزراء: انظر (القرارات).
- إلى جانب إعلان الحداد، نظمت قوى المعارضة اليوم مسيرتين شارك فيها عشرات الآلاف. وانطلقت المسيرتان من غرب وجنوب العاصمة المنامة باتجاه دوار اللؤلؤة وسط المنامة، الذي يعتصم فيه آلاف المتظاهرين منذ مساء الجمعة الماضي وأصبح رمزا للاعتصام في البلاد. وقال قيادي بجمعية الوفاق المعارضة أن هذه التحركات الشعبية جزء من الضغط الذي ستعمل عليه المعارضة في المرحلة القادمة على نظام الحكم كي يستجيب بسرعة لمطالب الشعب التي تتعلق بتهيئة أجواء الحوار من خلال استقالة الحكومة وتنحي رئيس الوزراء.[37]
- أما ميدانيا فبدا الشارع البحريني أكثر هدوءا مما مضى، فالمعتصمون في دوار اللؤلؤة يمارسون حريتهم المطلقة في الممارسات أو التعبير عن الرأي دون أي قيد سواء من خلال الشعارات التي تردد أو اللافتات المعلقة، خاصة على الجسر المحاذي للدوار، وهي الحالة نفسها لدى المعتصمين في ساحة مستشفى السلمانية وسط غياب قوات الأمن.

#### 26 فبراير
عاد المعارض الشيعي حسن مشيمع إلى البحرين قادما من منفاه في لندن عبر العاصمة اللبنانية بيروت، في وقت تظاهر فيه آلاف المحتجين الشيعة في العاصمة المنامة للمطالبة باستقالة الحكومة. تزامن ذلك مع إجراء ملك البحرين حمد بن عيسى آل خليفة تعديلا وزاريا شمل خمسة مناصب حكومية.
- عودة مشيمع: وصل اليوم رئيس حركة حق المعارضة حسن مشيمع، (بعد ما شمله عفو ملكي في قضية ما كان يعرف بالمخطط الإرهابي) إلى المنامة بعيد الساعة 12 بتوقيت غرينتش، وقد عززت قوات الأمن البحرينية من وجودها في الشوارع المؤدية إلى المطار ولم تسمح إلا للمسافرين بدخوله، كما انتشر عدد من أفرادها باللباس المدني داخل قاعة الاستقبال. وقال محمد التاجر محامي مشيمع أن مشيمع أوقف في لبنان في طريق عودته من لندن بناء على مذكرة اعتقال صادرة من الشرطة الدولية (إنتربول). وأن القضاء اللبناني خير سلطات الأمن في البحرين يوم أمس بين إرسال مشيمع مرة أخرى إلى بريطانيا وهي الجهة التي جاء منها إلى بيروت، أو إرسال وفد أمني لاستلامه من بيروت. وأشار التاجر إلى أن الإنتربول البحريني أرسل أمس مذكرة لنظيره اللبناني تفيد بصدور عفو عن مشيمع، وهو ما دفعه للعودة على أول رحلة قادمة إلى البحرين اليوم دون ترتيب مسبق لتنظيم استقبال نخبوي وفق ما كان مخططا له سلفا.[39] وكان مشيمع، وهو زعيم حركة «حق» المعارضة، يحاكم غيابيا بتهمة التآمر لقلب نظام الحكم في مملكة البحرين. وقال مشيمع للصحفيين لدى وصوله إلى منزله في المنامة، إن الوقت قد حان لحدوث وحدة حقيقية في المملكة، مشددا على أن أولوية أحزاب المعارضة الآن هي الاعتصام مع المحتجين في ميدان اللؤلؤة وتحديد مطالبها بوضوح. وأضاف أن الحكومة قدمت وعودا من قبل لكنها لم تفعل شيئا لشعب البحرين، لذا فالمعارضة تريد أمورا تحدث على أرض الواقع لا مجرد حديث.[38]
- المعارضة: أكد نواب من المعارضة الشيعية أنهم ما زالوا ينتظرون تفاصيل الحوار المقترح مع الحكومة قبل الموافقة على الجلوس على طاولة المفاوضات. في موازاة ذلك سعت المعارضة إلى إبقاء الضغوط على السلطة في الشارع إذ تظاهر الآلاف أمام المجمع الذي تقع فيه وزارة الخارجية في المنامة وهم يرددون هتافات «الشعب يريد إسقاط النظام»، و«لا حوار حتى إسقاط النظام»، بحسب ما ذكر مراسل وكالة الصحافة الفرنسية المتواجد في المكان. وقد اعتبرت المعارضة أن التعديل وخروج «وزراء التأزيم» يمثل محاولة لإرضائهم وامتصاص غضب الشارع لا ترقى إلى مستوى طموحهم، وقالوا إن المؤشر على وجود نية في إنهاء الأزمة يجب أن يكون إقالة الحكومة.[40]
- ميدانياً: وخرجت اليوم أيضا مسيرة للمثقفين والكتاب والفنانين والصحافيين من دوار الدانة غرب المنامة واتجهت نحو ميدان اللؤلؤة. كما دعت حركة 14 فبراير على موقع فيسبوك إلى إضراب عام عن العمل والمدارس والجامعات يوم غد الأحد وتسيير مسيرة سلمية صباحا من دوار اللؤلؤة حتى المنطقة الدبلوماسية. واعتبرت الحركة هذه المسيرة ردا على عدم استقالة الحكومة الحالية ومن أجل إطلاق سراح بقية المعتقلين.[38]
- تحركات حكومية: أمر ملك البحرين حمد بن عيسى آل خليفة بإسقاط 25% من القروض الإسكانية على المواطنين، في حين شدد على مواصلة مسيرة الإصلاح. وذكرت وكالة الأنباء البحرينية الرسمية أن قرار الملك جاء خلال تأدية خمسة وزراء جدد اليمين الدستورية أمامه. وشدد الملك خلال استقباله الوزراء الجدد على مواصلة مسيرة الإصلاح بعزيمة لا تعرف الكلل وبروح معنوية عالية وبتعاون شعب البحرين بمختلف مكوناته وأطيافه لما فيه مصلحة الوطن وخير المواطنين جميعا. وشدد على أهمية التعاون والتنسيق بين السلطات الثلاث التنفيذية والتشريعية والقضائية بما يكفل المزيد من التقدم والتطور والتنمية للمملكة.[38]

#### 27 فبراير
- استقالة كتلة الوفاق: أعلن نواب كتلة الوفاق البحرينية استقالتهم اليوم من مجلس النواب بسبب ما قالوا أنه مواجهة الحكومة للمطالب السياسية العادلة بلغة المجازر والإرهاب. وأكدت الكتلة التي تمثل أكبر تيار شيعي بالبحرين في بيان أن نوابها الـ 18 تقدموا رسميا باستقالاتهم بعد أن علقوا عضويتهم في البرلمان في 15/2/2011 م احتجاجا على مقتل متظاهرين في مواجهات مع الشرطة.[41]
- ميدانياً: في موازاة ذلك سعت المعارضة إلى إبقاء الضغوط على السلطة في الشارع إذ تظاهر الآلاف أمام المجمع الذي تقع فيه وزارة الخارجية في المنامة، وهم يرددون هتافات «الشعب يريد إسقاط النظام»، و«لا حوار حتى إسقاط النظام»، بحسب ما ذكر مراسل وكالة الصحافة الفرنسية الموجود في المكان. ودعت حركة 14 فبراير على موقع الفيسبوك إلى إضراب عام عن العمل والمدارس والجامعات اليوم وتسيير مسيرة سلمية صباحا من دوار اللؤلؤة حتى المنطقة الدبلوماسية. ويعتصم بحرينيون في دوار اللؤلؤة في المنامة، وهو مركز الحركة الاحتجاجية المتواصلة منذ 14 فبراير/شباط الجاري التي قتل فيها سبعة أشخاص، مطالبين بإجراء إصلاحات سياسية في البلاد، وبعضهم يطالب بإسقاط النظام.[41]

#### 28 فبراير
شكل مئات الأشخاص اليوم سياجا بشريا حول كل من برلمان البحرين والتلفزيون الرسمي، احتجاجا على تعاطي هاتين الهيئتين مع مظاهرات بدأت الشهر الماضي وسقط فيها سبعة قتلى، وتراوحت مطالبها بين الإصلاح وإسقاط النظام، في وقت تمسكت فيه جمعية الوفاق الوطني الإسلامية باستقالتها. أما واشنطن فقد دعت لحوار جامع ينهي أزمة البلد الذي تشكو أغلبيته الشيعية من التهميش.
- سياج بشري حول البرلمان: شكل مئات المتظاهرين في البحرين سياجا بشريا أغلقوا به بوابات مبنى البرلمان الثلاث، لمنع دخول أعضاء مجلس الشورى لعقد جلسة اعتيادية صباح اليوم. وردد المتظاهرون شعارات تطالب بإسقاط الحكومة وتشدد على تلاحم الشعب البحريني بين سنة وشيعة، وهي نفس الشعارات التي تضمنتها لافتات حملوها كتب على بعضها «نطالب بإسقاط مجلسي الشورى والنواب». وقال مسؤول بالبرلمان من داخل المبنى أن ثمانية أعضاء فقط بينهم رئيس مجلس الشورى علي صالح الصالح تمكنوا من الدخول منذ الصباح قبل وصول المحتجين للبرلمان لكن باقي الأعضاء لم يتمكنوا. علماً أن مجلس الشورى البحريني يعد الغرفة الثانية المعينة من المجلس الوطني (البرلمان) ويتكون من أربعين عضوا يتم تعيينهم بأمر ملكي، وحتى يتحقق النصاب اللازم لانعقاد الجلسات، يشترط حضور 21 عضوا. وعند انتهاء اعتصام المحتجين الساعة الحادية عشرة من صباح اليوم، دخل أعضاء آخرون وهو ما مكنهم من عقد الجلسة التي شهدت مطالبة من العضوة لولوة العوضي بتشكيل لجنة شورية لمساعدة السلطة التنفيذية للنظر في مطالب المحتجين. وقال أحمد معتوق -أحد المشاركين في المسيرة- إن المتظاهرين يعتزمون غدا إغلاق بوابات نفس المبنى الذي ستنعقد فيه جلسة مجلس النواب المنتخب الاعتيادية. وذكر معتوق أن مجلس النواب «أصبح غير شرعي بانسحاب 18 نائبا يمثلون 65% من الشعب البحريني»، في إشارة إلى استقالة جمعية الوفاق الوطني الإسلامية على خلفية الأحداث الأخيرة. وأشار إلى أن استمرار انعقاد جلسات النواب يعد استفزازا لشريحة واسعة من الشعب ولحركة الاحتجاجات.[42] وبعد البرلمان انتقل المتظاهرون إلى مقر التلفزيون الذي يتهمونه بتأجيج خلافات الشيعة والسنة. وباتت المظاهرات شبه يومية في البحرين خاصة في المنامة، حيث تحول دوار اللؤلؤة إلى نقطة انطلاق أو وصول لها، في وقت خففت فيه السلطات حضورها الأمني واكتفت بالمتابعة من بعيد.[43]
- أسلوب جديد للاحتجاجات (مسيرة الحافلات): خرج عشرات من سائقي الحافلات من البحرينيين في مسيرة جابت شوارع العاصمة المنامة تضامنا مع مطالب المحتجين في دوار اللؤلؤة، حيث انطلقوا حاملين أعلام البحرين. وتسببت المسيرة التي دامت قرابة ساعة ونصف الساعة في إرباك حركة المرور في الشوارع الرئيسية بالمنامة في حين غابت قوات الأمن البحرينية من مناطق المظاهرات والاحتجاجات لكن مروحية تابعة للأمن العام البحريني بقيت محلقة في سماء العاصمة. كما اعتصم عشرات المحتجين أمام بوابات وزارتي التربية والتعليم ومبنى هيئة الإذاعة والتلفزيون بمدينة عيسى لمنع الدخول والخروج منها مطالبين بإطلاق سراح المعتقلين السياسيين. يشار إلى أن يوم أمس شهد مسيرة ضمت عشرات الشاحنات الثقيلة جابت شوارع العاصمة لمدة ساعة.[42]
- جمعية الوفاق: رفضت جمعية الوفاق الوطني الإسلامية المعارضة في البحرين اليوم دعوة رئيس مجلس النواب خليفة الظهراني لحضور اجتماع هيئة المكتب لمناقشة استقالاتهم التي قدموها رسميا يوم أمس. وأربكت استقالة الوفاق -التي تتمتع بـ18 مقعدا من أصل أربعين من مقاعد البرلمان- الوضع السياسي في البحرين وخصوصا مجلس النواب الذي يحاول مواصلة جلسات لجانه الخمس بالرغم من غياب النصاب القانوني في ثلاث لجان تشكل الوفاق غالبية فيها.[44]

هذا وقد عرض ملك البحرين في وقت سابق حوارا مع المعارضة التي رهنت قبول الدعوة باستقالة الحكومة المعينة بالكامل من الملك حمد بن عيسى آل خليفة، وينتمي كثير من وزرائها إلى العائلة المالكة.

### مارس 2011

#### 1 مارس
- مظاهرة في المنامة: نظم آلاف البحرينيين في المنامة مظاهرة جديدة مناوئة للسلطة، شددوا فيها على الوحدة بين السنة والشيعة، في وقت نفت فيه السعودية أن تكون أرسلت دبابات إلى البحرين لكبح المظاهرات هناك. وسار المتظاهرون من منطقة السلمانية إلى دوار اللؤلؤة، مركز الحركة الاحتجاجية المتواصلة منذ 14 فبراير/ شباط، وهم يهتفون «أخوة أخوة، سنة وشيعة». وسار المحتجون في صفين منفصلين، الأول للرجال والثاني للنساء اللواتي طغى اللون الأسود على ملابسهن. وسارت مجموعة من المقعدين في مقدمة المظاهرة التي مرت بالشارع الذي شهد مقتل متظاهرين برصاص الشرطة قبل حوالي أسبوعين.[45]
- خسائر لقطاعي المال والسياحة بالبحرين: تسببت الاحتجاجات الشعبية التي اندلعت في البحرين بأضرار لحقت بالقطاعين المالي والسياحي، ويرى محللون أن الأمر سيستغرق حتى النصف الثاني من عام 2011 م على الأقل لتتمكن المملكة من استرداد سمعتها بوصفها مركزا لأنشطة الأعمال. ويشكل القطاع المالي في البحرين نحو ربع الناتج المحلي الإجمالي في البلاد، وهو قطاع هام في إستراتيجية الحكومة لتوفير وظائف لشباب البلاد والتنوع بعيدا عن قطاع النفط. وقدر جارمو كوتيلين كبير الخبراء الاقتصاديين لدى شركة الأهلي كابيتال -الذراع الاستثمارية للبنك الأهلي التجاري السعودي- الخسائر الفورية للناتج المحلي الإجمالي البحريني بنحو مائتي مليون دولار نظرا لانخفاض الإنتاج خلال أيام الاحتجاجات. وقال «سيستغرق الأمر حتى النصف الثاني من العام على الأقل حتى يعيد المستثمرون تقييم الاستثمارات. إننا نتطلع لعام صعب». وكانت صناعة الفندقة في البحرين -التي تعتمد على مؤتمرات أنشطة أعمال في مواعيد منتظمة لتحقيق الإشغال الكامل للغرف الفندقية- هي الأشد تضررا. وتم تأجيل سباق سيارات فورمولا واحد في البحرين، الذي كان مقررا يوم 13 مارس/آذار 2011 م ويستقطب 40 ألف شخص سنويا. وتقلص أيضا تدفق الزوار من السعودية في نهاية الأسبوع الذين ينفقون أموالهم في مراكز التسوق ومتاجر المجوهرات في المنامة، كما انخفض الإقبال على مراكز التسوق بشكل ملحوظ.[46]
- هذا وقد خلف وزير الصحة الشيعي الجديد نزار البحارنة الوزير السابق فيصل الحمر في منصبه اليوم، بعد اتهام الأخير بإصدار أوامر لسيارات الإسعاف بالإحجام عن مساعدة المتظاهرين المصابين.[45]

#### 2 مارس
قالت صحيفة قبس الكويتية اليوم أن مجلس التعاون الخليجي وضع خطة لدعم البحرين وسلطنة عمان اقتصاديا واجتماعيا، بهدف مساعدتهما على استعادة الاستقرار عقب تفجر احتجاجات تطالب بإصلاحات شاملة. ونقلت يومية القبس عن مصادر وصفتها بأنها رفيعة المستوى أن الخطة عبارة عن «مارشال خليجي» -في إشارة إلى خطة مارشال التي نفذت عقب الحرب العالمية لإعادة إعمار أوروبا- وأنها ترمي إلى إصلاح الأوضاع الاقتصادية والاجتماعية في البحرين وسلطنة عمان اللتين تعدان الأضعف اقتصاديا بين دول المجلس الست (السعودية وقطر والكويت والإمارات والبحرين وعُمان). ووفقا للصحيفة فإن الخطة تشمل توفير فرص عمل للشباب البحرينيين والعمانيين، ليس فقط في البحرين وعُمان وإنما أيضا في دول المجلس الأربع الأخرى، وتحسين مستوى الخدمات، إضافة إلى توفير مساكن لمن لا يمتلكونها. وذكرت المصادر ذاتها أن أولوية التوظيف في إدارات دول المجلس ستكون للعمانيين والبحرينيين، وأن أولئك سيحصلون على امتيازات أخرى. وتشير تقديرات إلى أن لدى دول مجلس التعاون فائض أصول بنحو 1.35 تريليون دولار جمعت خلال السنوات القليلة الماضية من عائدات تصدير النفط.
--الأحداث الميدانية:
- في تجمع حاشد بجامع الفاتح شرقي المنامة مساء اليوم أكد تجمع الوحدة الوطنية -الذي يضم أطياف الشارع السني- بالبحرين رفضه إقالة الحكومة الحالية شرطا لبدء الحوار الوطني الذي سيرعاه ولي العهد البحريني، وهو ما كانت القوى الشيعية قد طالبت به. وقال رئيس تجمع الوحدة الوطنية عبد اللطيف المحمود أن الرضوخ لهذه المطالب قد يؤدي إلى ما وصفه بالخراب والتدمير ومزيد من الاحتقان الطائفي. وأضاف المحمود أن التجمع مستعد للدخول في الحوار الوطني فورا من دون أي شروط مسبقة، لكنه شدد على تمسك التجمع بشرعية نظام الحكم القائم وعائلة آل خليفة بقيادة ملك البحرين حمد بن عيسى آل خليفة. ولفت رئيس تجمع الوحدة الوطنية إلى أنه بعد سحب قوات الجيش والأمن من الشوارع تحاول بعض التيارات أن تؤجج ما وصفها بالفتنة بين طوائف المجتمع.[48]
- الاحتجاجات: خرجت مسيرة حاشدة من منطقة السلمانية غربي العاصمة المنامة باتجاه وزارة الداخلية، وهي المرة الأولى التي تصل إليها المسيرات. وردد المشاركون هتافات طالبوا فيها بإطلاق سراح المعتقلين السياسيين واستقالة وزير الداخلية بسبب ما اعتبروه استخداما مفرطا للقوة بحق المتظاهرين. وجابت المسيرة الشوارع المحاذية لمبنى الداخلية أو ما يعرف بمبنى «القلعة» الذي يضم جهاز الأمن الوطني ومنشآت وزارة الداخلية، بينما احتشدت قوات مكافحة الشغب والقوات الخاصة داخل أسوار الوزارة، لكن المسيرة خرجت عن المنطقة في اتجاه دوار اللؤلؤة دون وقوع مصادمات. من جهة أخرى واصل الآلاف من طلبة وطالبات المدارس الثانوية والإعدادية خروجهم من المدارس في مسيرات متفرقة، في خطوة أثارت الجدل لدى الكثير من المراقبين والتيارات السياسية.[48]

#### 3 مارس
- وافقت جمعيات المعارضة البحرينية على إجراء الحوار الوطني الذي دعا إليه ولي العهد الشيخ سلمان بن حمد آل خليفة، شريطة اتخاذ إجراءات لإنجاحه. وتتركز هذه الإجراءات في:[49]

1. التعهد بالحفاظ على حق المعتصمين بالتواجد بدوار اللؤلؤة والحفاظ على حياتهم طوال فترة الحوار والتفاوض.
2. الإطلاق الفوري لجميع المعتقلين السياسيين، وشطب قضاياهم في المحاكم.
3. التعهد بتحييد الإعلام الرسمي، لتخفيف الاحتقان الطائفي
4. إقالة الحكومة.
5. الشروع بالتحقيق المحايد في أعمال القتل التي وقعت منذ الرابع عشر من شهر شباط/فبراير الماضي وإحالة المسؤولين للمحاكمة.

وقال القيادي في جمعية الوفاق عبد الجليل خليل «سنتحدث لولي العهد، لكننا لن نجلس معا من أجل حديث عادي، وإنما لحوار هادف». وكانت المعارضة قد اشترطت إعلان السلطات البحرينية -وقبل الشروع في مناقشة التفاصيل- إلغاء دستور 2002 م.
- مواجهات بمدينة حمد: جرح شخصان على الأقل أثناء مواجهات بين بحرينيين شيعة وآخرين سنة من أصول عربية، وذلك في مدينة حمد جنوبي العاصمة البحرينية المنامة وقد شارك حوالي مائة شخص في الاشتباكات، كما حلقت مروحيات تابعة للشرطة فوق المنطقة.[49]
- خفضت وكالة فيتش للتصنيف الائتماني اليوم تصنيف الديون السيادية للبحرين بالعملة الأجنبية درجة واحدة، وعزت ذلك إلى مخاطر تواصل الاحتجاجات وتأثيرها على النمو الاقتصادي والوضع المالي للبلاد. وقالت الوكالة في تقريرها أن توقعاتها لتصنيف البحرين سلبية، وأن «تدهورا كبيراً في الوضع الأمني والتأخيرات الطويلة في إصلاح العملية السياسية» سيدفع إلى مزيد من خفض التصنيف.[50]

#### 4 مارس

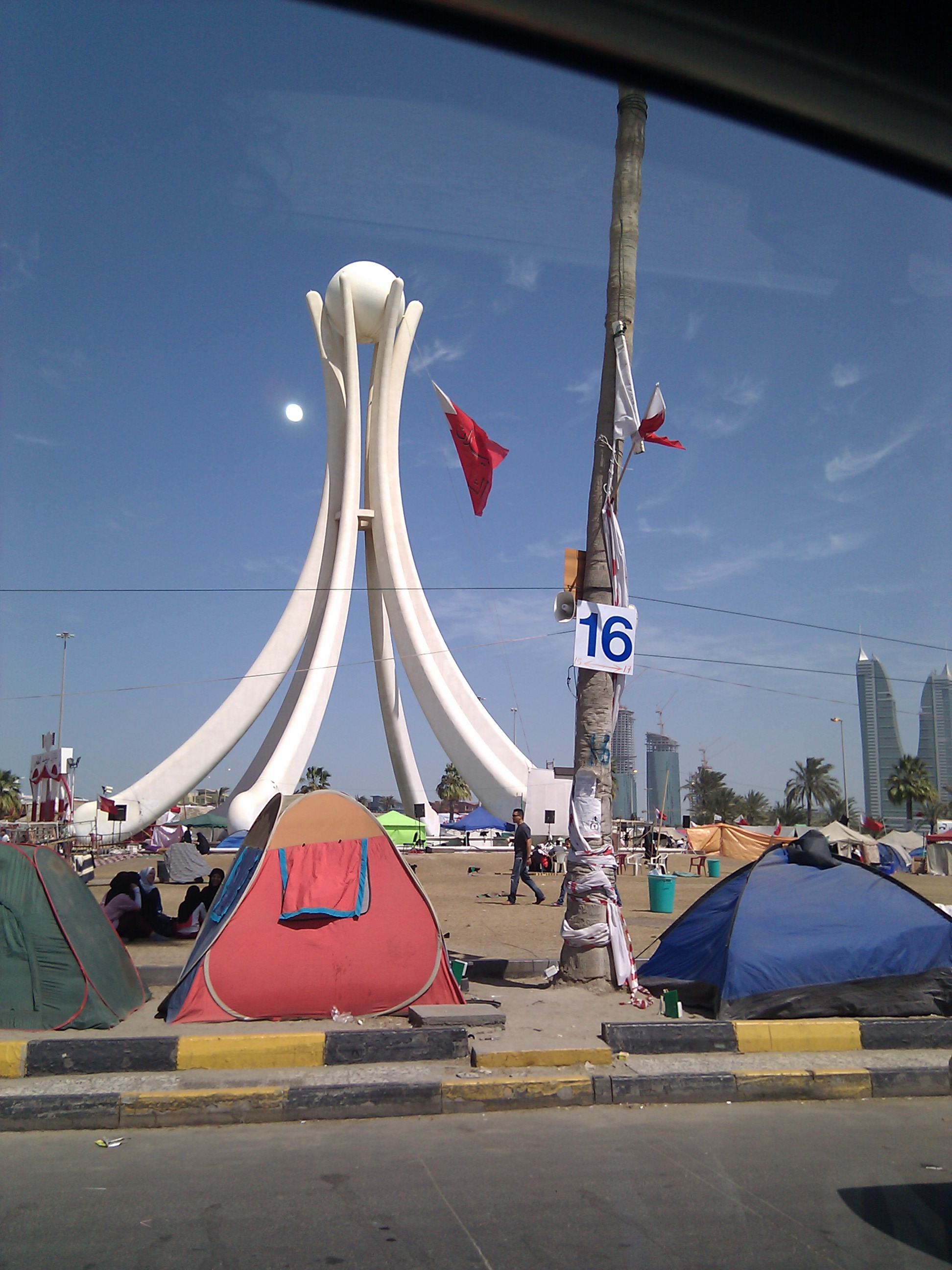
دوار اللؤلؤة يوم الجمعة 4 مارس

--لندن: تظاهر العشرات من أبناء الجالية البحرينية أمام سفارة بلادهم في لندن دعما للمظاهرات في البلاد.
طالب آلاف البحرينيين في مسيرة حاشدة اليوم دعت إليها الجمعيات السياسية المعارضة بإسقاط الحكومة وتنحية رئيسها خليفة بن سلمان آل خليفة الذي يتولى هذا المنصب منذ أربعين عاما. وشارك في المسيرة حركة حق -بزعامة حسن مشيمع- وتيار الوفاء الإسلامي بزعامة عبد الوهاب حسين الذين خرج بعض أعضائهما من السجن الأسبوع الماضي في إطار ما وصف بتهيئة أرضية للحوار الوطني. وبدأت المسيرة عند مقر الحكومة البحرينية وسط العاصمة المنامة وسارت في أحد أهم الشوارع الرئيسة باتجاه دوار اللؤلؤة -مركز المعتصمين- مرورا بمرفأ البحرين المالي بعد أن أغلقت الشوارع الواقعة في المنطقة. وردد المشاركون هتافات تطالب بإصلاحات سياسية ودستورية، على رأسها إقالة الحكومة ومحاسبة من وصفوهم بالمفسدين فيها، كما شددوا على ضرورة الحفاظ على الوحدة الوطنية بين السنة والشيعة وعدم الانجرار وراء أي فتنة طائفية بين المواطنين. ووصف بيان صادر للمسيرة -وقعت عليه الجمعيات التسع صاحبة الدعوة للتظاهر- الحكومة بالمستبدة والفاسدة وغير الجديرة بثقة الشعب، لأنها لم تكن أمينة على مصالحه في أي من الأوقات.

#### 5 مارس
شكّل آلاف المحتجين من أنصار المعارضة سلسلة بشرية مناهضة للطائفية امتدت على مسافة نحو سبعة كيلومترات من ساحة جامع الفاتح بالجفير -مقر تجمع الوحدة الوطنية الذي يجمع أطياف الطائفية السنية– حتى دوار اللؤلؤة بوسط العاصمة المنامة مقر اعتصام أنصار المعارضة، للتأكيد على الوحدة الوطنية.
كما أعلن وزير الداخلية البحريني راشد بن عبد الله آل خليفة في مؤتمر صحفي عن خطة لتوظيف 20 ألف شخص لتغطية احتياجات مختلف أجهزة وزارة الداخلية، في محاولة لامتصاص غضب المحتجين الشيعة الذين يتهمون الحكومة بعدم توظيفهم في السلك الأمني والعسكري.

#### 6 مارس
- للمرة الأولى في البحرين اعتصم الآلاف أمام مقر الحكومة البحرينية، للمطالبة بإسقاط الحكومة وتنحية رئيسها خليفة بن سلمان آل خليفة الذي يتولى هذا المنصب منذ نحو أربعين عاما.[53]

وردد المعتصمون -الذين أحاطوا ببوابات مقر الحكومة- شعارات باللغتين العربية والإنكليزية تحمل الحكومة ما وصفوه بالفساد، وتتهمها بتوظيف أجانب في سلك الشرطة وقوات الأمن، في حين احتشدت قوات الأمن البحرينية خلف هذه الأبواب. وطالب المشاركون في الاعتصام -الذي استمر أربع ساعات- بالإفراج عن جميع المعتقلين السياسيين، وإخراج من سموهم «المجنسين» من البلاد. كما طالبوا بمحاكمة المفسدين، ومن تسببوا في قتل سبعة من المحتجين وتعذيب المعتقلين السياسيين.
- ومن جهة أخرى خرج عشرات الجامعيين اليوم في مسيرة أمام دوار اللؤلؤة بالمنامة للمطالبة بإصلاحات سياسية وتوظيف الخريجين الجامعيين، إلى جانب القضاء على ما أسموه التمييز والفساد الإداري في وزارة التربية والتعليم في البحرين.
- وفي هذه الأثناء يواصل آلاف المحتجين في دوار اللؤلؤة بوسط العاصمة المنامة اعتصامهم للأسبوع الثالث على التوالي.
- كما انطلقت مسيرة لهواة الخيول بالقرب من مجمع الدانة وانتهت عند دوار اللؤلؤة، دعماً وتضامناً مع شباب الدوار. وشارك في المسيرة نحو 50 هاوياً، وحمل بعضهم أعلام البحرين وشارات تطالب بالتغيير، فيما ردد الهواة هتافات تضأمنية لحظة وصولهم إلى دوار اللؤلؤة.[54]
- فيما حذر ولي عهد البحرين الشيخ سلمان بن حمد بن عيسى آل خليفة في مقابلة تلفزيونية جميع الأطراف من تصعيد المواجهة، داعيا إلى التحلي بالصبر قبل إجراء حوار وطني في المملكة.[55]
- وأكد رئيس مجلس الوزراء خليفة بن سلمان آل خليفة دعم الحكومة لحرية التعبير ومظاهره السلمية التي كفلها الدستور.[56][57]

#### 7 مارس
- مظاهرة أمام سفارة أميركا بالبحرين: تظاهر مئات البحرينيين أمام السفارة الأميركية في المنامة تنديدا بما اعتبروه تقاعسا أميركيا عن دعم المطالبات الحالية بالتغيير، قياسا على مواقف سابقة للولايات المتحدة في «دعم ثورتي تونس ومصر».[58]

#### 8 مارس
- ائتلاف يدعو لإسقاط الملكية بالبحرين: أعلن ائتلاف سياسي جديد اسمه «التحالف من أجل الجمهورية» ويضم ثلاث جماعات شيعية بحرينية معارضة سعيه لإلغاء النظام الملكي في البحرين وتحويل البلاد إلى جمهورية. ويضم الائتلاف الجديد: تيار الوفاء الإسلامي وحركة حق وحركة أحرار البحرين. وقالت الجماعات الثلاث في بيان مشترك أن هذا الائتلاف «يتبنى خيار إسقاط النظام القائم في البحرين وإقامة نظام جمهوري ديمقراطي»، ودعت إلى التغيير السلمي من خلال العصيان المدني. وكانت الحكومة قد وصفت هذه الجماعات بالمتشددة واتهمتها في أغسطس/آب 2010 م بالتآمر للإطاحة بنظام الحكم. وبحسب هذه الجماعات فإن مطالبها تتفق ومطالب المحتجين في دوار اللؤلؤة، الذي يشهد احتجاجات منذ أسابيع تطالب بإصلاحات سياسية. وقال المتحدث باسم حركة وفاء عبد الوهاب حسين، أثناء مؤتمر صحفي في الدوار، «لقد طلبت جماعات أخرى الانضمام للتحالف»، غير أنه أحجم عن ذكر أسمائها. من جانبه، دعا زعيم حركة حق حسن مشيمع إلى تصعيد الجهود لإسقاط النظام بالسبل السلمية، ومن ضمنها إعلان العصيان المدني.[59]

#### 9 مارس

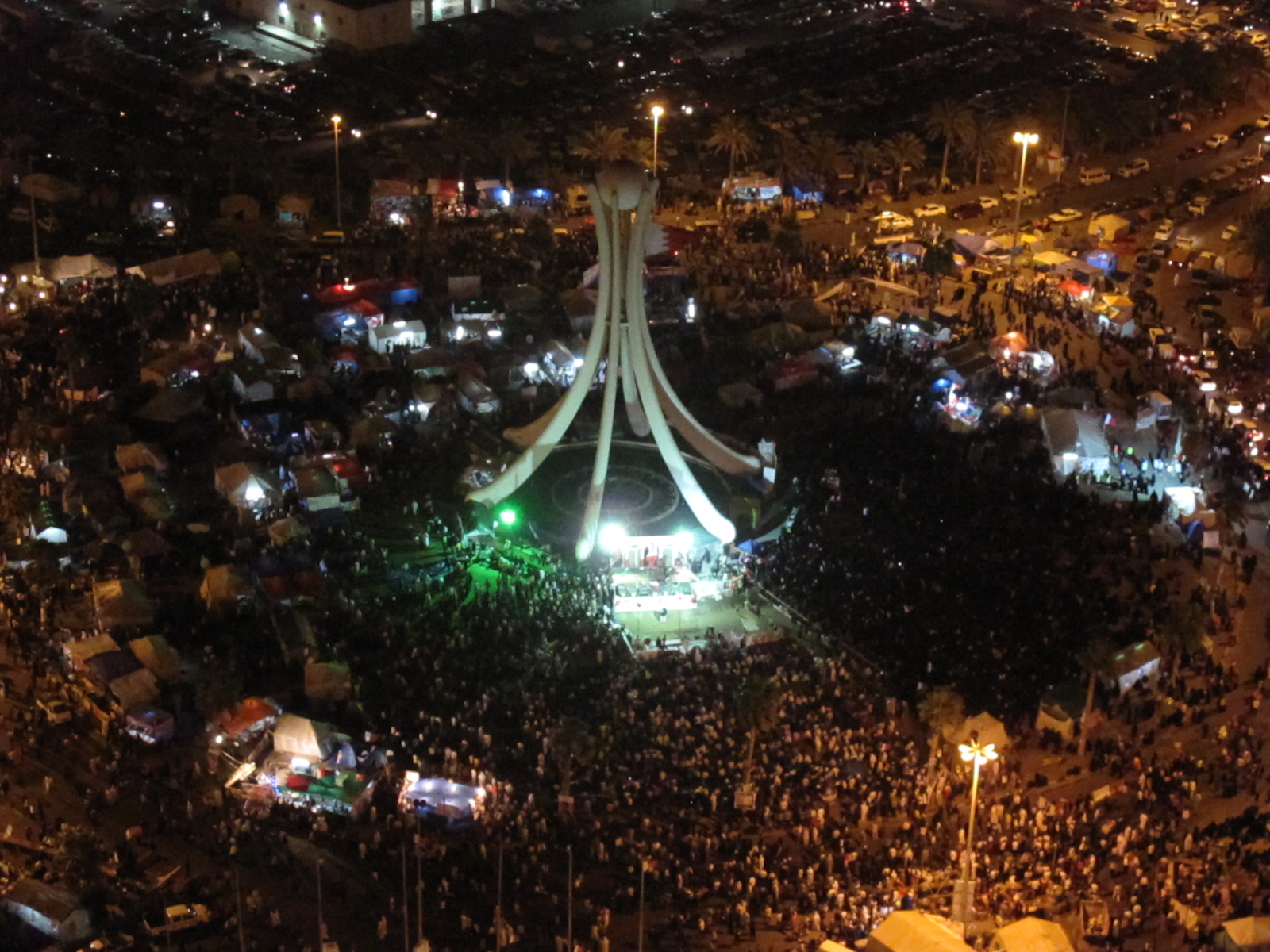
آلاف المعتصمين في دوار اللؤلؤة في 9 مارس

مرت مسيرة الشباب المحتجين من دوار اللؤلؤة، والتي توجهت مساء الأربعاء إلى مبنى الإدارة العامة للجنسية والجوازات والإقامة التابعة لوزارة الداخلية بسلام، وسط غياب الإجراءات الأمنية، واقتصارها على وجود قوات مكافحة الشغب في حرم المبنى وإقامة الحواجز المعدنية، مع وضع الأسلاك الشائكة على جدران المبنى.

#### 10 مارس
- 20 مليار دولار لدعم البحرين وعُمان: قرر وزراء خارجية دول مجلس التعاون الخليجي تقديم 20 مليار دولار على مدى 10 سنوات لدعم البحرين وعُمان اللتين شهدتا مظاهرات خلال الأيام الماضية.[61]
- نشب عراك بين طالبات مدرسة سار الثانوية للبنات، بعد أن خرجت الطالبات في مسيرة احتجاجية. وعلى اثر ذلك، توجهت طالبات ومدرسات إلى مديرة المدرسة للفصل في الموضوع. وقامت المديرة بعزل الطالبات اللاتي اعترضن على المسيرة، واستدعت اولياء أمورهن. وبحسب الطالبات المحتجات، فان أحد أولياء الامور دخل إلى المدرسة وقام بالاعتداء على بعض الطالبات. وقالت إحدى البنات ان أحد الرجال حاول التعرض لها. وتجمع اولياء امور الطالبات من كل مكان، وفيما قام عدد كبير بأخذ بناته إلى المنزل، احتشد جمع كبير حول مكتب مديرة المدرسة محاولين الدخول إليها، فيما سعى أولياء امور وعدد غير قليل من الاهالي إلى حماية مكتب المديرة لكي لا يتم اقتحامه.[62] ولم ينتج من ذلك إي إصابات خطيرة، وقد تواجد الإسعاف هناك في حال الضرورة وانه كانت هناك ثمانية حالات هلع من ضمنهن بعض الخدوش.[63] وقد فتحت المحافظة الشمالية تحقيقاً في الحادثة التي وقعت في مدرسة سار الثانوية للبنين يوم أمس (الخميس)، وبدأت بالتحقيق مع عدد من المعلمات وتسجيل أقوالهن ومشاهداتهن حول ما حدث. أصدرت وزارة التربية والتعليم بيان رسمي يفيد غلق ثانوية سار للبنات اعتباراً من الأحد وإجراء تحقيق حول ما وقع فيها.[64]

#### 11 مارس (جمعة السقوط)
- استخدمت الشرطة البحرينية الغاز المسيل للدموع لتفريق متظاهرين مناوئين لنظام الحكم في البلاد ومنعتهم من التوجه صوب الديوان الملكي. جاء ذلك بعد أن ردد ألوف المتظاهرين هتافات ضد الملك حمد بن عيسى آل خليفة أثناء توجههم نحو الديوان الملكي في العاصمة البحرينية قبل أن تحول الشرطة بينهم وبين مواصلة المسيرة حيث كانت مجموعة من الموالين للنظام في انتظارهم بالهريّ والسيوف وقضبان الحديد وبينما كان المتظاهرون يتراجعون قامت مجموعة من المحتجين، ومعظمهم من الشيعة، برشق شرطة مكافحة الشغب بالحجارة فردت الشرطة بإطلاق الغاز المسيل للدموع ففرقت جموعهم. وحاول بعض المتظاهرين منع رفاقهم من رشق الحجارة، وشكلوا سلسلة بشرية للحيلولة بين حشود المحتجين وبين الشرطة.[65]
- كما خرج عشرات الآلاف من المواطنين في مسيرة حاشدة بدأت بالقرب من مجمع السيف التجاري وانتهت عند دوار اللؤلؤة بالمنامة تلبية لنداء الجمعيات السياسية السبع (الوفاق، وعد، التقدمي، أمل، التجمع القومي، الإخاء، التجمع الوطني)، للمطالبة بإسقاط «دستور 2002».[66]
- في غضون ذلك، بدأ وزير الدفاع الأميركي روبرت غيتس زيارة للمنامة. وأبلغ السكرتير الصحفي لوزارة الدفاع الأميركية (البنتاغون) أن الزيارة تهدف إلى طمأنة القيادة البحرينية بدعم الولايات المتحدة لها، وحثها في الوقت نفسه على فتح حوار مع المجموعات المعارضة. وقال أن الوزير الأميركي «رأى أن من المهم التحاور مع ملك البحرين وولي عهده بشأن الوضع الراهن في البحرين والمنطقة». ويُعد غيتس أول وزير في إدارة الرئيس الأميركي باراك أوباما يزور البحرين منذ اندلاع حركة الاحتجاجات فيها في منتصف فبراير/شباط 2011 م.[65]
- كما قال مسؤول كبير بالبنتاغون مرافق للوزير أن الإدارة الأميركية قلقة بشأن الوضع في البحرين لكنها لا تعتقد أن البلاد على شفا ثورة.[65]
- استنكر أهالي مدينة الرفاع الهجوم على المسيرة السلمية التي كانت متجهة إلى الديوان الملكي، وقال المصدر أن من قام بضرب المتظاهرين ليسوا من أهالي الرفاع بل ربما من القاطنين الجدد عليها وهم ربما نالوا شرف الجنسية مؤخراً وربما من مناطق غير الرفاع، وأن ليس من شيم الرفاعيين التعدي على الوحدة المتمثل على شريحة كبيرة تمثل غالبية السكان، ويقصد بذلك الطائفة الشيعية. وأوضح المصدر بأن الشيعة وسنة بالبحرين متحابين وليس هناك من يفرق بيننا سوى أناس مرضى ولهم نوايا شر وتبحث عن أجندات لها لكسر القاعدة ومطالبها.[67]

#### السبت 12 مارس
- غيتس يدعو لإصلاحات بالبحرين: قال وزير الدفاع الأميركي روبرت غيتس اليوم السبت إن قادة البحرين في حاجة إلى التحرك بسرعة لتبني إصلاحات رئيسية، أو مواجهة خطر تدخل من إيران. وأكد غيتس الذي وصل مساء الجمعة إلى البحرين، أنه يعتقد أن ملك البحرين وولي العهد على استعداد لاتخاذ «خطوات بعيدة المدى» لاستيعاب المحتجين المناهضين للحكومة، لكنه قال إنه حذرهم من أن تغييرات طفيفة، لن تكون كافية لمعالجة الأزمة السياسية. وقال غيتس «رغم أنه لا توجد مؤشرات على أن إيران وراء الاضطرابات في المملكة أو الخليج أو في أماكن أخرى من المنطقة، لكن من المحتمل أن تعمل طهران على التدخل في الشؤون السياسة في البحرين وسط التوترات الطائفية».[68]
- ميدانياً: توجه عشرات الآلاف من المحتجين اليوم نحو القصر الملكي (قصر الصافرية) في العاصمة المنامة واعتصموا حتى مغيب الشمس.[68][69]

#### الأحد 13 مارس
- محاولة تنفيذ عصيان مدني: أصيب العشرات في مواجهات اندلعت صباح اليوم بوسط العاصمة البحرينية المنامة بعدما حاول بعض المعتصمين تنفيذ عصيان مدني قرب مرفأ البحرين المالي وذلك بإغلاق شارع الملك فيصل الرئيسي المحاذي للمرفأ. واستخدمت الشرطة البحرينية الهراوات والغاز المدمع والرصاص المطاطي لتفريق المعتصمين، وأزالت الخيام الموجودة قرب المرفأ بعدما انتشرت في الشارع الممتد من دوار اللؤلؤة وسط العاصمة إلى مرفأ البحرين المالي، ثم امتدت المواجهات قرب الدوار، المركز الرئيسي للمعتصمين. وحاول مئات المتظاهرين الوصول لقوات الأمن البحرينية، الأمر الذي دفعها لاستخدام طلقات الصوت وقنابل الغاز المدمع والرصاص المطاطي إضافة إلى المياه الحارة لإبعاد المتظاهرين ثم انسحبت من المنطقة القريبة من الدوار. ووفق شهود عيان فإن أكثر من عشرين سيارة إسعاف إضافة إلى عشرات السيارات المدنية نقلت المصابين إلى المراكز الصحية القريبة من المنطقة ومستشفى السلمانية الطبي، في الوقت الذي أعلنت فيه وزارة الصحة البحرينية عن فتح خمسة مراكز صحية قريبة لعلاج المصابين. وأفادت مصادر طبية أن المئات أصيبوا خلال المواجهات غالبيتهم جراء استنشاقهم الغازات المدمعة، في حين أصيب البعض برصاص مطاطي. وفي هذه الأثناء تجمع مئات الغاضبين في إحدى ساحات مستشفى السلمانية الطبي في المنامة وبدؤوا ترديد شعارات مناوئة لملك البحرين وتطالب بإسقاط الحكومة وتنحية رئيسها وسط حالة من الهلع لدى أهالي المصابين. وسادت حالة من الإرباك في المنامة بينما أدت المواجهات إلى اختناقات مرورية امتدت عشرات الكيلومترات ووصلت للمحافظات الأخرى نتيجة إغلاق أغلب الطرق الرئيسية في العاصمة، في حين لم يتمكن مئات من موظفي القطاع العام والخاص في البحرين من الوصول إلى أعمالهم.[70]
- الهجوم على جامعة البحرين: أقدم مجهولون صباح اليوم على مهاجمة طلاب جامعة البحرين باستخدام العصي، وأوقعوا عدة إصابات، فيما وصلت سيارات الإسعاف لنقل المصابين. بلغت أضرار التخريب في الجامعة 350 ألف دينار بحريني.[71] وكان الطلاب قد بدؤوا احتجاجاً بعد سماعهم عن أحداث المرفأ المالي.[72] وأعلنت جامعة البحرين أنه وبسبب الأحداث الأخيرة تقرر وقف الدراسة وعدم حضور الطلبة للجامعة في حرميها الجامعيين في الصخير ومدينة عيسى حتى إشعار آخر، بينما يستمر الإداريون والأكاديميون في أداء أعمالهم الاعتيادية.[73]
- فصل 5 أساتذة أكاديميين، والإنذار النهائي لإحدى الأكاديميات وتنبيه كتابي لأكاديمية أخرى، وفصل 7 إداريين وتوقيف 5 من المبتعثين للدكتوراه.[74]

 في حين أن الجامعة قد فصلت عدد من الأكاديميين لتورطهم بأحداث الشغب.
- ولي عهد البحرين يدعو لحوار شامل: جدد ولي عهد البحرين الشيخ سلمان بن حمد آل خليفة دعوته إلى إجراء حوار وطني يشمل المطالب الأساسية للمعارضة، ووعد بإجراء استفتاء على أي اتفاق يتم التوصل إليه في ذلك الحوار. وقال أن الحوار الذي يعرضه سيغطي القضايا الأساسية الخاصة بتشكيل حكومة تمثيلية، وسيتناول أيضا الفساد والتجنيس والطائفية وإصلاح الدوائر الانتخابية. وأضاف البيان أن هناك عملا نشطا يتم لإقامة اتصالات تهدف للتعرف على آراء مختلف الأطراف. وردت جمعية الوفاق الوطني الإسلامية البحرينية المعارضة بتحفظ على الدعوة إلى الحوار.[77]
- اتحاد عمال البحرين يعلن إضرابا عاما: أعلن الاتحاد العام لنقابات عمال البحرين إضرابا عاما اعتبارا من اليوم. واستشهد الاتحاد في بيان بالتداعيات الأمنية والاجتماعية وأثرها على السلم الأهلي بعد تفريق قوات الأمن البحرينية للمعتصمين قرب المرفأ المالي ودوار اللؤلؤة واستخدامها القوة في وسط العاصمة البحرينية. واعتبر الاتحاد أن ذلك يعد تجاوزا وانتهاكا لحقوق الإنسان والاتفاقيات الدولية التي صادقت عليها مملكة البحرين.[78]

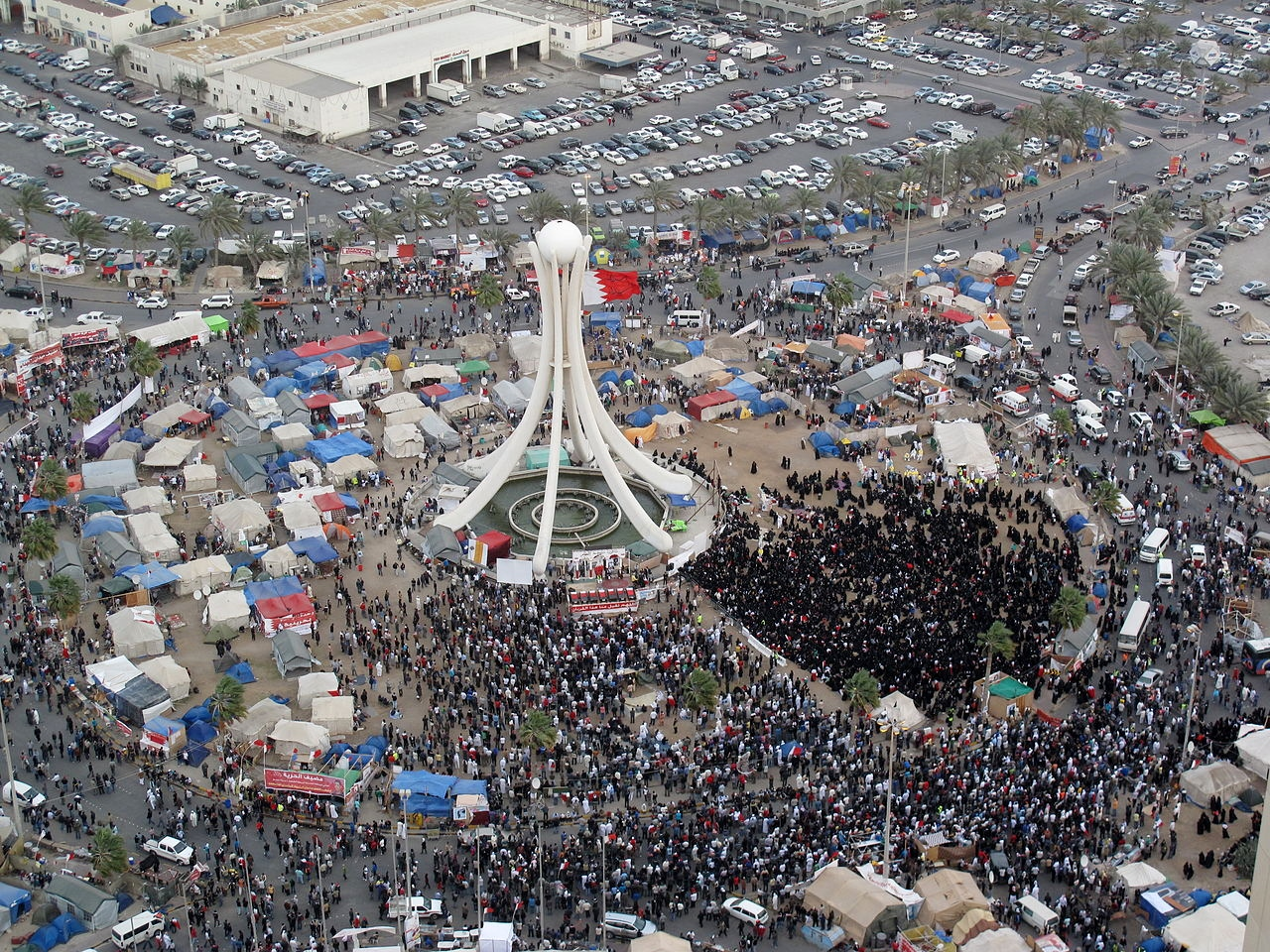
واحدة من الأيام الأخيرة للاحتجاج المفتوح في دوار اللؤلؤة في 14 مارس، في نفس اليوم الذي دخلت فيه قوات مجلس التعاون الخليجي البلاد.

#### 14 مارس
- قوات مجلس التعاون الخليجي: دخلت الأزمة السياسية في البحرين منعطفا جديدا مع وصول قوات درع الجزيرة إلى أراضي المملكة بطلب من حكومتها، ورفضت المعارضة الخطوة واعتبرتها احتلالا وتآمرا على شعبها.
حيث وصل 1000 جندي سعودي و500 شرطي إماراتي ضمن 150 ناقلة جند مدرعة و50 مركبة عسكرية إلى البحرين عبر الجسر الذي يربطها بالسعودية، وتوجهت باتجاه منطقة الرفاع حيث تعيش الأسرة المالكة. وضمت القافلة عربات إسعاف وصهاريج مياه وحافلات وسيارات جيب. وكانت المركبات ذات تسليح خفيف، ولم تكن بينها دبابات وراجمات صواريخ. وأقيمت خيام للإسعاف الأولي في ساحة انتظار السيارات بالمستشفى العسكري الواقع في منطقة الرفاع والذي أغلق أمام الجمهور. علماً أن القوة ستنتشر أيضاً حول المنشآت الإستراتيجية كمحطات الكهرباء والمنشآت النفطية لحمايتها. ويأتي وصول هذه القوة بعد شهر من اندلاع الاحتجاجات التي قتل خلالها ستة أشخاص. وأتى الدعم العسكري الخليجي للبحرين—بعد سقوط جرحى أمس في أعنف مواجهات بين المتظاهرين والشرطة وإغلاق أكبر طريق سريع في البلاد، إضافة إلى إعلان النقابات العمالية إضرابا مفتوحا وإغلاق الجامعة بعد وقوع مناوشات وسط طلابها.
وقال وزير الإعلام البحريني السابق والمستشار الحالي في البلاط الملكي البحريني نبيل الحمر، أن قوات مجلس التعاون الخليجي ستشارك في حفظ الأمن والنظام والحفاظ على المواقع الحيوية والمركزية، كالعاصمة والمراكز المالية والمباني الحكومية.
وبالمقابل وصفت المعارضة البحرينية «دخول أي مجند أو آلية عسكرية» بأنه «احتلال وتآمر على الشعب البحريني الأعزل»، وطالبت في رسالة موجهة إلى الأمين العام للأمم المتحدة بان كي مون المجتمع الدولي بتحمل مسؤولياته. ووقع على الرسالة كل من جمعية الوفاق الوطني الإسلامية، وجمعية العمل الوطني الديمقراطي، وجمعية المنبر التقدمي الديمقراطي، وجمعية التجمع القومي الديمقراطي، وجمعية العمل الإسلامية، وجمعية الإخاء الوطني، وجمعية التجمع الوطني الديمقراطي، والائتلاف الوطني.[79]
في هذا الوقت دعت كتلة المستقلين النيابية الملك إلى إعلان الأحكام العرفية لثلاثة أشهر لاحتواء «الفتنة الطائفية»، بعد أن رفضت من أسمتها جهات معارضة دعوات التهدئة والحوار، وبسبب «لجوء حركات متطرفة إلى التصعيد والتجييش الطائفي».[80]
- هدوء في المنامة: وتسود حاليا حالة من الهدوء شوارع العاصمة المنامة، بعد أن قام محتجون أمس بقطع الطرقات باستخدام الحواجز والرمال والأسلاك الشائكة في محاولة منهم لتنفيذ عصيان مدني.[81]
- أميركا وقطر تدافعان عن القوات الخليجية وإيران تندد: دافعت الإدارة الأميركية عن دخول قوات درع الجزيرة إلى البحرين وأعلن البيت الأبيض أن الولايات المتحدة لا تعتبر دخول القوات إلى البحرين غزوا. من جانبها نددت إيران بما وصفته بـ«التدخل الأجنبي لقمع المظاهرات في البحرين»، مشددة على ضرورة تلبية «مطالب أغلبية الشعب البحريني».[82]
وقال رئيس الوزراء وزير الخارجية القطري الشيخ حمد بن جاسم بن جبر آل ثاني إن إرسال درع الجزيرة يأتي تطبيقا للاتفاقيات الموقعة بين دول مجلس التعاون الخليجي، مثمنا جهود ولي عهد البحرين الشيخ سلمان بن حمد بن عيسى آل خليفة ودعوته لحوار وطني. ووصف الوزير القطري الوضع في البحرين بـ«الدقيق»، وعبر عن أمله في أن يعود الهدوء إلى الشوارع البحرينية، مؤكدا أنه «لا يمكن إجراء الحوار في ظل التوتر».[81]
- ارتفاع تكلفة ديون البحرين: واصلت تكلفة التأمين على الديون السيادية للبحرين الارتفاع مقتربة من أعلى مستوياتها في 20 شهرا رغم تراجع عام في تكاليف التأمين على الديون السيادية لسائر دول منطقة الخليج العربي. وكانت تكلفة التأمين على ديون البحرين بلغت مستويات مرتفعة في أواخر فبراير/شباط، مع مقتل سبعة أشخاص خلال الاحتجاجات. يشار إلى أن البحرين تعد مركزا ماليا ومصرفيا إقليميا مهماً يستضيف صناديق استثمار بنحو عشرة مليارات دولار. وقبيل تفجر الاحتجاجات التي تشهدها البحرين، توقع صندوق النقد الدولي أن يحقق اقتصادها نموا بنسبة 5% هذا العام، مقارنة بنمو مقدر بـ4% في العام الماضي.[83]
- دعوة ولي العهد للحوار: جدد ولي العهد سلمان بن حمد آل خليفة دعوته إلى حوار وطني يشمل المطالب الأساسية للمعارضة، وبينها قضايا تشكيل حكومة تمثيلية والفساد والتجنيس والطائفية وإصلاح الدوائر الانتخابية، ووعد باستفتاء على أي اتفاق في هذه المسائل.[80]

لكن جمعية الوفاق الوطني الإسلامية، وهي أهم جهة معارضة، وإنْ رحب أمينها العام الشيخ علي سلمان بـ«أي دعوة تقربنا من الحل»، قد تحفظت على قبول الدعوة صراحة، وشددت على أن المطلوب انتخاب هيئة تأسيسية تشرف على دستور جديد كما جرى في تونس.
- قالت الجمعيات السياسية (الوفاق، وعد، المنبر التقدمي، الإخاء، التجمع القومي، التجمع الوطني)، في مؤتمر صحافي عقدته ظهر اليوم بمقر جمعية الوفاق بالزنج أنها «كانت ولا زالت مع الحوار»، مؤكدة الحاجة إلى تشكيل مجلس تأسيسي لذلك.[84]

#### 15 مارس
- إعلان حالة الطوارئ: فرضت السلطات البحرينية حالة الطوارئ في البلاد على نحو فوري ولمدة ثلاثة أشهر. وجاء في بيان تلي بالتلفزيون البحريني أن الملك حمد بن عيسى آل خليفة كلف قائد قوات الدفاع باتخاذ كل التدابير اللازمة لحماية سلامة البلاد والمواطنين.[85]
- اتهامات لإيران: اتهمت البحرينُ إيرانَ بالتدخل في شؤونها وتهديد أمن المنطقة، وقررت استدعاء سفيرها في طهران للتشاور. وقال حمد العامر وكيل وزارة الخارجية أن البحرين تدين بشدة هذا التصريح الذي يعد تدخلا في شؤونها الداخلية وترفضه رفضا باتا وقاطعا باعتباره تهديدا لأمن المنطقة وإخلالا بالسلم والأمن الدوليين. وأشار إلى أن المنامة على اتصال مع الأمم المتحدة والدول الدائمة العضوية في مجلس الأمن الدولي، ومجلس التعاون الخليجي، وجامعة الدول العربية، ومنظمة المؤتمر الإسلامي حول هذا التدخل الإيراني السافر. وقال إن دخول قوات درع الجزيرة إلى البحرين يأتي انطلاقا من وحدة المصير المشترك وترابط أمن دول مجلس التعاون على ضوء المسؤولية الجماعية المشتركة للمحافظة على الأمن والاستقرار في المنطقة، مشيرا إلى أن مملكة البحرين قررت استدعاء سفيرها في طهران بصفه فورية للتشاور.[86]
- ميدانياً: في تصاعد لافت للمواجهات بعد يوم من دخول قوة سعودية وأخرى إماراتية إلى البحرين لمساعدة سلطاتها على وقف الاضطرابات، قالت مصادر طبية أن متظاهرا على الأقل قتل برصاص قوات الأمن البحرينية في مواجهات في بلدة سترة. كما ذكرت وكالة الصحافة الفرنسية أن شرطيا بحرينيا قتل عندما دهسه أحد المحتجين بسيارته. في هذه الأثناء خرج آلاف المتظاهرين في مسيرة إلى السفارة السعودية بالمنامة، ورددوا شعارات تطالب الرياض بسحب القوات السعودية وقوات درع الجزيرة التي دخلت البحرين مساء أمس.[86] وقد تعرض دار الطباعة التابعة لجريدة الوسط لهجوم عصابة مسلحة بالهراوات والسكاكين هاجمت الدار في الساعات الأولى من صباح الثلاثاء في محاولة لمنع صدورها.[87]

#### 16 مارس
- إخلاء دوار اللؤلؤة: في وقت مبكر اليوم بدأت قوات الأمن في التقدم من مرفأ البحرين المالي نحو دوار اللؤلؤة وسط العاصمة المنامة لإخلائه من المحتجين وفك الاعتصام الذي تنظمه المعارضة منذ ثلاثة أسابيع. وأخذت القوات بإزالة الحواجز وحاصرت المحتجين، كما شوهد دخان كثيف يتصاعد قرب موقع الاشتباك بين الشرطة والمحتجين.[88] وتمكنت قوات الأمن من استعادة سيطرتها على الدوار وفضت بالقوة الاعتصام. وقالت مصادر طبية ووكالات أنباء أن أربعة أشخاص، بينهم شرطيان، قتلوا وأصيب العشرات، أثناء المواجهات. ثم شرعت القوات البحرينية في فتح الطرق المؤدية للدوار.[89]
- مواجهات في المنامة بعد إخلاء الدوار: اندلعت مواجهات على الطريق الرئيس الذي يؤدي إلى مرفأ البحرين المالي في العاصمة المنامة بعد فض اعتصام أنصار المعارضة في دوار ساحة اللؤلؤة. وقد استخدمت الشرطة هراوات وغازا مسيلا للدموع ورصاصا مطاطيا لتفريق المعتصمين، وأزالت الخيام الموجودة قرب مرفأ البحرين المالي. ثم ساد الهدوء التام مناطق المنامة ودوار اللؤلؤة والمرفأ المالي وهي التي كانت بؤرا للاعتصامات.[90] وتعرضت أكثر من 15 سيارة في منطقة السنابس للتخريب وتكسير النوافذ وسرقة بعض الحاجيات منها وثقب إطارات السيارات من قِبل القوات مكافحة الشغب[91]
- حظر التجول: أعلنت قوة دفاع البحرين فرض حظر التجوال من الرابعة عصرا حتى الرابعة فجرا في مناطق عدة بالعاصمة البحرينية. جاء ذلك بعدما أخلت قوات الأمن البحرينية دوار اللؤلؤة من المحتجين.[90]
- جزيرة سترة: قتل شخصان أحدهما ضابط شرطة أثناء مواجهات عنيفة مع متظاهرين في جزيرة سَترة، جنوب العاصمة المنامة. وقالت المصادر أن المواجهات أسفرت عن إصابة ما لا يقل عن مائتي متظاهر.[89]
- مواجهات متفرقة: اندلعت مواجهات بين الشرطة البحرينية ومحتجين في مناطق كرنه وعالي مما أدى إلى مقتل أربعة أشخاص على الأقل وجرح المئات.[90]
- استقالات: استقالة وزير الصحة و12 قاضيا و7 شوريين ومسئولين يستقيلون احتجاجاً على «قمع المدنيين».[92]
- هبوط قياسي للدينار: هبط الدينار البحريني اليوم لأدنى مستوى في عدة سنوات في السوق الآجلة، واضطر البنك المركزي للانتقال إلى مقر بديل بعد حملة أمنية على محتجين أدت لإغلاق الحي التجاري، فيما أغلقت بنوك أخرى أبوابها.[93]
- قلق أمريكي: قال المتحدث باسم البيت الأبيض جاي كارني أن الرئيس الأميركي باراك أوباما اتصل بالملكين السعودي عبد الله بن عبد العزيز والبحريني حمد بن عيسى آل خليفة ودعاهما إلى ممارسة «أقصى درجات ضبط النفس» مع المحتجين والسعي لحوار سياسي. وأبلغ كارني الصحفيين أن أوباما «أعرب عن قلقه العميق بشأن العنف في البحرين، وشدد على الحاجة إلى ممارسة أقصى درجات ضبط النفس». يأتي ذلك في حين دافع ملك البحرين حمد بن عيسى آل خليفة اليوم عن وجود قوات من درع الجزيرة في بلاده قائلا أن ذلك يأتي في إطار التعاون والتنسيق الدفاعي المشترك.[94]

#### 17 مارس
اعتقلت السلطات البحرينية ما لا يقل عن سبع شخصيات معارضة بتهمة «التحريض على التخريب»، وأعلن الجيش منع التجمهر والتجمع أو عقد المسيرات أو الاعتصامات في كافة أنحاء البحرين، وسحبت إيران سفيرها في المنامة احتجاجا على قمع المعارضة، فيما ساد الهدوء العاصمة.
- اعتقال زعماء المعارضة: اعتقلت السلطات البحرينية ستة من زعماء المعارضة، وقالت جمعية الوفاق الوطني الشيعية أن من بين المعتقلين رئيس حركة حق حسن مشيمع وعددا من قيادات الحركة أبرزهم عبد الجليل السنكيس نائب الأمين العام للحركة وعبد الهادي المخوضر وحسن حداد، بالإضافة إلى الأمين العام لجمعية وعد إبراهيم شريف.[95] وقال التلفزيون الحكومي اليوم أنه تم اعتقال شخصيات معارضة بتهمة الاتصال بدول أجنبية والتحريض على القتل وإتلاف ممتلكات عامة وخاصة دون أن يذكر عدد من ألقي القبض عليهم.[96]
- إيران تسحب سفيرها: استدعت أمس وزارة الخارجية الإيرانية سفيرها في البحرين مهدي آغا جعفري احتجاجا على ما وصفتها بالمجازر التي ترتكبها السلطات بحق المتظاهرين ودخول قوات أجنبية إلى المملكة.[95]
- الوساطة السورية: التقى وزير الخارجية السوري وليد المعلم في العاصمة الإيرانية طهران أمين مجلس الأمن القومي الإيراني سعيد جليلي وبحث معه الأوضاع في المنطقة، خاصة ما يجري في البحرين. وقد أشارت مصادر صحفية إلى أن المعلم يحمل معه رسالة من ملك السعودية لمسؤولين الإيرانيين بشأن الأوضاع في مملكة البحرين، ودخول قوات من درع الجزيرة إليها. وحسب نفس المصادر فإن مستشار العاهل السعودي كان قد سلم الرسالة إلى الرئيس السوري بشار الأسد خلال زيارته العاصمة السورية دمشق أمس الأربعاء.[97]
- هروب الأموال يهدد الاقتصاد: تشهد البحرين هروبا لرؤوس الأموال إلى الخارج، وهو ما يهدد وضعها كمركز مالي في المنطقة ويشكل ضغطا على عملتها، لكنها لن تواجه على الأرجح أزمة عملة في الوقت الراهن، وفقا لما يراه محللون، خاصة مع تدخل محتمل للسعودية ومجلس التعاون الخليجي. وواجهت البحرين التي توجد فيها صناعة تمويل إسلامي حجمها 66 مليار دولار، تخفيضات عديدة من وكالات التصنيف الائتماني منذ اندلاع الاحتجاجات في فبراير/شباط، وارتفعت تكلفة التأمين على دينها السيادي إلى أعلى مستوى في عشرين شهرا. وإذا طال أمد الأزمة السياسية فإن مستثمري الأجل الطويل قد يبدؤون أيضا في التفكير في تحويل أموالهم، وهو ما قد يضر بشدة بوضع البحرين بوصفها مركزا ماليا تبلغ فيه مطالبات الأجانب على بنوكها نحو 92% من الناتج المحلي الإجمالي. ومن المنتظر أن تتلقى البحرين عشرة مليارات دولار من جيرانها في الخليج لتطوير مشروعات للإسكان والبنية التحتية على مدى عشر سنوات.[98]

-- ميدانياً:
- غرب العاصمة: تجددت الاشتباكات بين المحتجين والشرطة البحرينية في مناطق تقع غربي العاصمة المنامة. ودارت المواجهات اليوم في مناطق جدحفص والسنابس ودية ومنطقة البلاد القديم التي تقع بكاملها غربي العاصمة وسقط فيها عدد من الجرحى بين صفوف المتظاهرين. وقال نشطاء حقوقيون أن عدة مئات من المحتجين سيروا مظاهرات في تلك المناطق بينما قامت الشرطة بإطلاق القنابل المدمعة عليهم وقامت بعض الآليات العسكرية بإغلاق مدخل منطقة دية. وجاء ذلك بعد يوم من أعنف مواجهات تشهدها البلاد بين منذ اندلاع الأزمة والتي أدت إلى مقتل ستة أشخاص (3 من المتظاهرين و3 من الشرطة) وجرح المئات وفض اعتصام المحتجين في ساحة دوار اللؤلؤة وسط المنامة ومنطقة المرفأ المالي بالقوة.[96]
- المنامة: نقلت وكالة الصحافة الفرنسية عن حقوقيين قولهم أن قوى الأمن طوقت مركز السلمانية الطبي بالمنامة واستجوبت الداخلين إليه دون أن تمنعهم من دخوله. وقال التلفزيون الحكومي إن قوى الأمن نظفت المستشفى ممن أسمتهم المخربين.[97]
- 65 مفقودا: أكدت الجمعيات السياسية السبع (الوفاق، وعد، المنبر التقدمي، العمل الإسلامي، الإخاء، التجمع القومي، التجمع الوطني) في مؤتمرٍ صحافي عقدته بمقر جمعية الوفاق بمنطقة الزنج أن الوساطات بينها وبين السلطة متوقفة حالياً بعد إعلان حالة الطوارئ. ورفضت الجمعيات السياسية كذلك تدويل الأزمة البحرينية، وأكدت أن «إجمالي عدد المفقودين على مدى اليومين الماضيين بلغ 85 مفقودا، تبين وجود 20 منهم، وبقي 65 منهم غير معروفي المصير».[99]

#### الجمعة 18 مارس
- الأولوية لاستعادة الأمن: قال وزير الخارجية البحريني الشيخ خالد بن أحمد آل خليفة إن المنامة ملتزمة بالحوار لكن استعادة الأمن والنظام هي الأولوية الآن. وأضاف الوزير أن بلاده ليست على الطريق الخطأ كما قالت واشنطن وأنها ستوضح ذلك. كما أعلن أن مزيدا من قوات درع الجزيرة سيصل إلى البحرين وأنها ستبقى ما دامت هناك حاجة إليها. واتهم وزير الخارجية البحريني إيران بالتدخل في شؤون البحرين من خلال تصريحات مسؤوليها.[100]
- ميدانياً: على الرغم من إعلان حالة الطوارئ في البلاد قبل أيام، شيع آلاف البحرينيين ثلاثة قتلى سقطوا في مواجهات اندلعت خلال اليومين الماضيين بين المتظاهرين وقوات الأمن والجيش البحرينيين.[101]
- دهس شخص يعتقد انه شرطي وضربه: أظهرت صور نشرت على مواقع الإنترنت تعرض شخص قيل انه شرطي بحريني لدهس بسيارة عليها شعار الهلال الأحمر في العاصمة المنامة. وسارع شبان قيل إنهم من المتظاهرين إلى الشرطي الذي بقي دون حراك على الأرض وانهالوا عليه بالضرب والركل.[100]
- إزالة نصب اللؤلؤة: وفي شأن ذي صلة بأحداث البحرين، أزالت السلطات اليوم نصبا في وسط دوار اللؤلؤة الذي كان رمز الاحتجاجات التي اندلعت قبل أسابيع، وحولته جرافات وحفارات إلى ركام. وقالت وكالة الأنباء الألمانية إن وزير الخارجية البحريني علق على ذلك بقوله «إننا نريد أن نمحو الذكريات السيئة».[100]
- ستاندرد تخفض تصنيف البحرين: خفضت مؤسسة ستاندرد أند بورز اليوم الجمعة التصنيف الائتماني للبحرين درجتين وأبقته قيد المراقبة لاحتمال خفضه، مشيرة إلى أن الاحتجاجات العنيفة المستمرة منذ أسابيع أدت إلى تردي المناخ السياسي والاقتصادي في البلاد. وقالت ستاندرد أند بورز الجمعة إنها خفضت تصنيف الديون السيادية الطويلة الأجل والقصيرة الأجل بالعملة المحلية والأجنبية للبحرين إلى «بي بي بي» من «أي سالب» بسبب تصاعد الاضطرابات السياسية في هذا البلد العربي. وخفضت مؤسسة فيتش التصنيف الائتماني للبحرين درجتين هذا الأسبوع، وقالت إن من المحتمل خفضه مجددا، ولا تزال مؤسسة موديز تصنف ديون البحرين بالتصنيف 3، لكنها وضعته قيد المراجعة لاحتمال خفضه. وكانت تكلفة التأمين على الديون السيادية للبحرين من التخلف عن السداد قد واصلت الارتفاع، مقتربة من أعلى مستوياتها في 20 شهرا بعدما دخلت قوات خليجية البلاد. وأغلقت البنوك في الحي المالي بالعاصمة المنامة أبوابها يوم الأربعاء، وعمل المصرف المركزي من موقع بديل، وأوقفت البورصة التداول، وأكد مصرفيون وجود هروب لرؤوس الأموال إلى الخارج جراء الأزمة.[102]

#### 19 مارس
- أعلنت البحرين اليوم تقليص ساعات حظر التجول، وعودة الوزارات والمدارس لساعات العمل الطبيعية، بينما توفي محتج رابع اليوم متأثرا بإصابته.[103]
- أعلنت القيادة العامة لقوة دفاع البحرين لمرتادي البحر وهواة الصيد عن منع الحركة كلياً اعتباراً من الساعة الخامسة مساءً ولغاية الساعة السادسة صباحاً وحتى إشعار آخر.[104]

#### 20 مارس
- هيلاري كلنتون تؤيد درع الجزيرة: في مؤتمر صحفي في باريس حثت وزيرة الخارجية الأميركية هيلاري كلينتون سلطات البحرين على تنفيذ عروضها للحوار، لكنها أكدت حقها في طلب المساعدة من جيرانها العرب.[105]
- سوريا تؤيد درع الجزيرة: في أول رد سوري رسمي على دخول قوات درع الجزيرة أكد وزير الخارجية السوري وليد المعلم أن وجود درع الجزيرة في البحرين، أساسه قانوني وليس احتلالا للبلاد. وأن الاتفاقيات التي أسست لدرع الجزيرة والاتفاق المشترك بين دول مجلس التعاون الخليجي تشكل الأساس القانوني لذلك، معتبرا أن موافقة مملكة البحرين على دخول هذه القوات تشكل الأساس الشرعي له.
وردا على سؤال عن تأثير الموقف السوري على العلاقة مع إيران التي تعارض دخول هذه القوات، قال المعلم «نحن جزء من الأمة العربية، ونعمل من أجل علاقات أفضل بين إيران والعالم العربي الأمر الذي يتطلب التعبير بوضوح عن الموقف السوري، وفي الوقت ذاته احترام الموقف الإيراني».[106]
- المعارضة تتنازل: قدمت جمعية الوفاق (وهي أبرز قوى المعارضة) تنازلات في شروطها للبدء في حوار مع الحكومة يمهد لإخراج البلاد من الأزمة التي تمر بها منذ نحو شهر. واشترطت جمعية الوفاق لبدء المحادثات مع النظام، إطلاق سراح المعتقلين الذين احتجزوا على خلفية الأحداث الأخيرة، وسحب قوات درع الجزيرة التي دخلت البحرين قبل نحو أسبوع. وتعتبر هذه الشروط أقل حدة من تلك التي وضعتها الجمعية الأسبوع الماضي لبدء الحوار، والتي تمثلت بحل الحكومة الحالية وإنشاء حكومة جديدة لا تكون خاضعة لسيطرة العائلة المالكة، وانتخاب مجلس لإعادة صياغة الدستور.[106]
- طرد القائم بالأعمال الإيراني: قامت الحكومة البحرينية اليوم بطرد القائم بالأعمال الإيراني بالبلاد.[106]

#### 21 مارس
- ملك البحرين: أحبطنا مؤامرة خارجية: قالت وكالة أنباء البحرين في تقرير نشرته أمس نقلا عن الملك حمد بن عيسى آل خليفة قوله: «إن مملكة البحرين أفشلت مخططا خارجيا تم الإعداد له لمدة لا تقل عن عشرين أو ثلاثين عاماً استهدف البحرين حتى تكون الأرضية جاهزة لذلك، فلتهنأ البحرين بما أنجزته وليحفظ الله البلاد».[107]
- طرد دبلوماسي بحريني من إيران: طلبت السلطات الإيرانية من دبلوماسي بحريني مغادرة إيران ردا على طرد المنامة دبلوماسيا إيرانيا قبل يومين. وقال المتحدث باسم وزارة الخارجية الإيرانية رامين مهمانبرست أنه عملا بمبدأ المبادلة بالمثل تم استدعاء الملحق في سفارة البحرين وطلب منه أن يغادر البلاد.[108]
- ادانت 769 من منظمات المجتمع المدني (103 شبكة وتحالف ومنظمة تمثل 771 جمعية من 15 دولة عربية) التدخل العسكري الخليجي بقيادة سعودية في البحرين، ودعت المجتمع الدولي وعلى رأسه مجلس الأمن والأمين العام للأمم المتحدة وجميع المنظمات التابعة، التدخل السريع لتوفير الحماية لشعب البحرين من القوة العسكرية التي يمارسها النظام وحلفاؤه الخليجيين ضد الشعب الأعزل، الذي يطالب بحقوقه المشروعة في إقامة نظام ديمقراطي يحترم كرامة الإنسان وحقوقه كما نصت عليها المواثيق والشرائع الدولية.[109]

#### 22 مارس
أكد مجلس جامعة الدول العربية عقب اجتماعه التشاوري الطارئ أن دخول قوات درع الجزيرة إلى البحرين شرعي وأنه جاء بناء على الاتفاقيات الأمنية والدفاعية الموقعة بين دول مجلس التعاون الخليجي لحماية المنشآت الحيوية في المملكة. وشدد المجلس على رفضه التام لأي تدخل أجنبي في الشؤون الداخلية للبحرين، وعلى التمسك بهويتها العربية الإسلامية.

#### 23 مارس
- صدور قرار بتعيين باسم بن يعقوب الحمر وزيرا للإسكان ويعهد إلى فاطمة بنت محمد البلوشي وزيرة التنمية الاجتماعية بالإضافة إلى عملها القيام بأعمال وزير الصحة.[111]
- علقت البحرين الرحلات الجوية من لبنان واليه بعد يوم من توجيه تحذير لمواطنيها من السفر إلى هناك إثر إعلان حزب الله اللبناني المدعوم من إيران تأييده لاحتجاجات الشيعة في المملكة، ذكرت شركة طيران الخليج التي تديرها الدولة في البحرين في بيان على موقعها على الإنترنت أن كل الرحلات الجوية إلى العراق وإيران أوقفت حتى 31 مارس اذار. ولم تذكر أسباب ذلك.[112]
- أعلنت جمعية المعلمين تعليق إضراب المُعلمين والعودة للمدارس.[113]
- أعلن الاتحاد العام لنقابات عمال البحرين في بيان له «تعليق الإضراب العام والعودة إلى العمل في جميع القطاعات اعتباراً من اليوم (الأربعاء)».[114]

#### 24 مارس
- تسبب عدم اكتمال النصاب القانوني في إلغاء الجلسة الاستثنائية التي كان المقرر أن يعقدها مجلس النواب لبحث استقالة كتلة الوفاق من البرلمان.[115]

#### 25 مارس
- وزارة التربية توقف 40 بعثة لطلبة شاركو في مسيرات بالخارج بسبب ما قلت اتيانهم لهذه التصرفات المشينة والتي تتعارض مع القانون ودستور مملكة البحرين.[116]

#### 26 مارس
- مصرف البحرين المركزي طلب من المصارف العاملة في البحرين تسليمه ما لديها من قطع معدنية نقدية من فئة الـ 500 فلس، من أجل استبدالها بأوراق من الفئة ذاتها. وفيما لم يصدر مصرف البحرين المركزي أي توضيحات بهذا الخصوص، غير أن أوساطاً مصرفية رجحت أن يكون لهذا القرار علاقة بوجود رسم لدوار اللؤلؤة، بداخل القطعة النقدية من فئة الـ 500 فلس.[117]

#### 27 مارس
- قالت لجنة الرصد بجمعية الوفاق الوطني الإسلامية إن عدد المفقودين الذين لا يعلم عنهم شيئا وصل إلى 66 شخصاً، غالبيتهم يعود تاريخ اختفائهم إلى ما بعد اقتحام قوات الأمن لدوار اللؤلؤة في 16/3/2011. كما قالت إنه بالإضافة إلى ذلك، فإن عدد المعتقلين يبلغ 173، بينهم 5 نساء، اثنتان منهن حوامل، وداهمت قوات الأمن فجر الأحد منزل عالم الدين الشيخ عبد الجليل المقداد واعتقلته قبل أن تعود صباح أمس وتعيد تفتيش المنزل مرة أخرى. كما اعتقلت قوات الأمن فجر أمس من العاصمة المنامة كلاً من: جواد كاظم منشد، عبد الله حسن الحمد، سيد علوي العلوي، توفيق القصاب، حسن القصاب.[118]
- قال عضو «وفد الوساطة الكويتي» رجل الأعمال علي المتروك إن الوفد «تسلم رداً واضحاً أمس من جمعية «الوفاق» بالموافقة على مبادرة الحوار التي يقودها سمو الأمير سلمان بن حمد آل خليفة، وإن صاحب السمو الشيخ صباح الأحمد الصباح سعيد جداً بهذا التطور الإيجابي، وإن المساعي الآن تنطلق نحو آفاق أرحب من الماضي».[119]

#### 28 مارس
- نفى وزير الخارجية البحريني وجود توسط كويتي لحل الأزمة مع المعارضة.[120]

#### 29 مارس
- ناشد النائب السلفي المستقل الشيخ جاسم السعيدي القائد العام لقوة الدفاع المشير الركن الشيخ خليفة بن أحمد آل خليفة بالأمر إزالة جميع دور العبادة والمآتم غير المرخصة والتي ليس لها أي سند قانوني. ودعا السعيدي المشير الركن بهذه المطالبات باعتباره المسؤول الحالي عن استتباب الأمن وعودة الهدوء والاستقرار وإرجاع الأمور إلى نصابها الصحيح في ظل إعلان حالة السلامة الوطنية التي تستوجب إنهاء جميع الحالات غير القانونية وعلى رأسها دور العبادة والمأتم والمنظمات الغير قانونية.[121]

### 17 فبراير (الخميس الدامي)
في حوالي الساعة 3:00 صباحا بالتوقيت المحلي من يوم 17 فبراير / شباط، تم إيفاد حوالي 1000 شرطي لإخلاء دوار اللؤلؤة من حوالي 1500 شخص كانوا يبيتون في الخيام أثناء الليل. قيل إن مائتين وثلاثة وثلاثين شخصا قد أصيبوا خلال الحملة، وأفادت التقارير أن 70 شخصا قد فقدوا. وقتل ثلاثة أفراد على يد الشرطة باستخدام البنادق. ومن بين هؤلاء الثلاثة، أصيب اثنان بالرصاص في الظهر على مسافة قريبة، وأطلق النار على أحدهما في الفخذ على مسافة قريبة. وتدعي الحكومة أن الطلقات القاتلة أطلقت على المتظاهرين الذين هاجموا ضباط الشرطة بالسيوف والخناجر وغيرها من الأسلحة. اللجنة البحرينية المستقلة لتقصي الحقائق، التي أنشأها الملك للإبلاغ عن أحداث شباط / فبراير وآذار / مارس، لم تجد أي دليل يدعم ادعاء الحكومة بأن المتظاهرين كانوا مسلحين.
أسفرت الحملة عن تدمير المخيم. في أعقاب الحملة، أعلنت قوات الأمن أن معسكر الاحتجاج غير قانوني، ووضعت أسلاك شائكة حول الدوار. وبعد ساعة من الحملة، بدأت مجموعة من المتظاهرين في السير نحو الدوار. وأطلقت الشرطة النار على أحد المتظاهرين في رأسه على مسافة بضعة سنتيمترات بواسطة بندقية، مما أسفر عن مقتله. وتدعي الشرطة أن هذه المجموعة من المتظاهرين هاجموا ضباطا باستخدام قضبان معدنية وسيوف وزجاجات مولوتوف وحجارة وأسلحة أخرى.
ادعت الحكومة أنها عثرت على مسدسات ورصاص وكميات كبيرة من السكاكين والخناجر والسيوف والأشياء الحادة الأخرى بالإضافة إلى أعلام حزب الله عند الدوار. في مؤتمر صحفي، زعم وزير الخارجية خالد بن أحمد آل خليفة، وأعرب عن دهشته، بأن المتظاهرين هاجموا الشرطة. وأصدرت جمعية الوفاق وجمعية العمل الوطني الديمقراطي وخمسة أحزاب سياسية معارضة أخرى بيانا مشتركا رفضت فيه تهمة الحكومة بأن المتظاهرين مسلحون وأدانوا «المجزرة البشعة» التي ارتكبتها الشرطة. وقدم جميع أعضاء البرلمان ال 18 من الوفاق، الحزب السياسي المعارض الوحيد الممثل في البرلمان، استقالتهم.
اندلعت اشتباكات متفرقة في انحاء البلاد بعد ساعات من الحملة. وفي فترة ما بعد الظهر، نشرت قوات الدفاع البحرينية دبابات، و 50 ناقلة جنود مدرعة على الأقل مسلحة ببنادق آلية حول العاصمة المنامة. وأقيمت حواجز عسكرية في الشوارع، وعممت دوريات للجيش. وأصدرت وزارة الداخلية تحذيرا بالبقاء بعيداً عن الشوارع، وحذر الجيش من أنهم مستعدون لاتخاذ إجراءات عقابية لاستعادة النظام.
طبقا لما ذكرته مراسلة قناة الجزيرة الإنجليزية، فإن المستشفيات في المنامة كانت مليئة بالأشخاص المصابين أثناء حملة الشرطة، بما في ذلك المسعفين الذين تم مهاجمتهم من قبل الشرطة أثناء محاولتهم مساعدة الجرحى. بحلول المساء، تجمع الآلاف من المتظاهرين في المستشفى الرئيسي، حيث أظهرت السجلات 41 تسجيلاً متعلقاً بالاحتجاجات في 17 فبراير. وظهروزير الصحة البحريني في التلفزيون الحكومي وادعى أن الوضع في المستشفى الرئيسي كان هادئا، ولم يكن هناك سوى سبعة إصابات طفيفة.

#### 18-25 شباط / فبراير
وفي 18 شباط / فبراير، استخدمت القوات الحكومية الذخيرة الحية ضد المتظاهرين والمشيعين والمراسلين الصحفيين، وأبلغ عن وقوع إصابات متعددة. وأطلقت قوات الأمن النار على مسعفين أثناء تحميل الجرحى في سيارات الإسعاف. توفي عبد الرضا بوحميد وأصيب ما لا يقل عن ست وستين جريحا.
انتقل المتظاهرون إلى وسط المنامة من جنازات المتظاهرين الذين قتلوا في حملة أمنية في وقت سابق من الأسبوع، ثم أُطلق عليهم النار من قبل الجيش البحريني. بعض المتظاهرين عقدوا أيديهم عالية وصاحوا، «سلمية! سلمية!».
في 19 شباط / فبراير، انسحبت القوات العسكرية وقوات الشرطة من العاصمة بناء على أوامر من الحكومة. ثم تمكن الآلاف من المتظاهرين من العودة إلى دوار اللؤلؤة.
في 20 شباط / فبراير، انضم «المعلمون والمحامون والمهندسون» من المنامة إلى الاحتجاجات وكانت الاحتجاجات أكثر هدوءا من الأسبوع السابق.
في 21 فبراير، أعلنت وكالة أنباء البحرين، وهي فرع من وزارة الثقافة والإعلام في البحرين، أن 300,000 من سكان البحرين (أكثر من خمسين في المئة من السكان المحليين، وسكان البحرين المحليين هو 568,000)، قد تجمعوا أمام جامع أحمد الفاتح في المنامة لدعم النظام الملكي الحاكم. وأعلن أن سباق جائزة البحرين الكبرى لعام 2011 سوف يؤجل من تاريخه الأصلي في 13 مارس إلى موعد لاحق.
في 22 شباط / فبراير، تم الإعلان عن مسيرة الوفاء للشهداء، وجرت جنازة أحد المتظاهرين الذين قتلوا في وقت سابق من الأسبوع، إلى جانب وصول حسن مشيمع، زعيم حركة جمعية الحق المعارضة. سار المتظاهرون الموالين للملكية بأعداد كبيرة في أجزاء أخرى من المدينة.
أشارت التقارير إلى أن أكثر من 100,000 من المتظاهرين المناهضين للحكومة خرجوا إلى الشوارع، أكثر من سبعة عشر في المئة (17٪) من المواطنين البحرينيين، وامتدت المسيرة لمسافة ثلاثة كيلومترات.
أمر الملك حمد بالإفراج عن 308 معتقل سياسي.
في اليوم العاشر على التوالي، استمرت الاحتجاجات المناهضة للحكومة في 23 شباط / فبراير، وكان المتظاهرون ما زالوا حاضرين في دوار اللؤلؤة. دعا مجلس علماء الشيعة إلى إقامة تجمع كبير في 25 فبراير / شباط، بعد صلاة الجمعة بمناسبة يوم الحداد للمتظاهرين الذين قتلتهم قوات الأمن. واعتزمت الاحتجاجات أن تبدأ من موقعين مختلفين، أحدهما مجمع السلمانية الطبي، الذي تلقى جميع الحالات الطبية منذ بدء الاحتجاجات المناهضة للحكومة، والآخر هوضاحية السيف. وكان من المقرر أن يلتقيان في ساحة اللؤلؤة. زار رئيس هيئة الاركان المشتركة الأمريكية مايك مولن المنامة للقاء الملك حمد وولي العهد الأمير سلمان. وقال ان الزيارة تهدف إلى «التأكد مجددا والاطمئنان وأيضاً محاولة فهم ما ستؤول إليه قيادة هذه الدول وخصوصا في البحرين».
وذكرت بي بي سي نيوز أن حشود أكثر من خمسة عشر ألفا واصلت التجمع في ساحة اللؤلؤة دون وجود علامات على وجود الشرطة أو الجيش في الشوارع. أعلنت الحكومة يوم حداد وطني فيما يتعلق بالمتظاهرين الذين قتلوا في اشتباكات سابقة. في الوقت نفسه، زعيم المعارضة حسن مشيمع ظل في لبنان حيث زعم أنه حرم من العودة إلى البحرين خلافا للوعود السابقة من الحكومة بأنه لم يعد مطلوبا للقبض عليه.

#### 26 فبراير - 5 مارس
في 26 فبراير، أقال الملك عدة وزراء في خطوة واضحة لتهدئة المعارضة. كما أعلنت الحكومة أنها ستلغي 25٪ من قروض الإسكان التي تم منحها للمواطنين. ومع ذلك، ردت المعارضة سلبا، حيث أن التغييرات الوزارية لم تكن واحدة من مطالبهم. وقد علق عضو مجلس النواب المستقيل عبد الجليل خليل قائلا إن هذا التغيير كان علامة على افتقار الحكومة إلى النوايا الحسنة، مدعيا أنه من خلال إجراء هذه التغييرات الطفيفة، تحاول الحكومة مجرد تجنب المشاكل الأساسية. أطلقت السلطات اللبنانية سراح زعيم المعارضة حسن مشيمع بعد احتجازه لمدة يومين بسبب أمر من الإنتربول صدر في عام 2010. استمرت الاحتجاجات في الليل، والتي أعقبت عودته أيضا.
في 27 فبراير، خطط المتظاهرون للسير إلى وزارة العدل للمطالبة بالإفراج عن مزيد من المعتقلين السياسيين. ودعا المتظاهرون إلى إضراب عام في 6 مارس / آذار.
في 28 شباط / فبراير، حاصر المتظاهرون مبنى الجمعية الوطنية، ومنعوا الدخول لمدة ساعتين ونصف الساعة

### مارس 2011

#### 1 - 5 مارس
في 1 آذار / مارس، دعت جماعات المعارضة السبع في البحرين إلى تنظيم مظاهرة مناهضة للحكومة، وشارك فيها عشرات الآلاف من المتظاهرين، وكان اسم التجمع هو التجمع الوطني للوحدة.
بحلول 2 آذار / مارس، واصل المتظاهرون المناهضون للحكومة احتلال دوار اللؤلؤة، في حين عقد تجمع مؤيد للحكومة في مركز الفاتح في المنامة، ويعتقد أنه أكبر تجمع وطني في تاريخ البحرين. وأقيم عدد من الاحتجاجات المختلفة، احتجاجا أمام وزارتي الداخلية والتعليم، وقام الآلاف من الطلاب الابتدائيين والثانويين باحتجاجات سلمية في الشوارع ونُظمت مسيرة للسيارات حيث سارت عبر البلاد.
اتفق النواب في البحرين لمناقشة الأسبوع التالي (كان قرار القبول الذي سيصدر يوم 29 مارس) استقالة جماعية (بعد أحداث فبراير التي أسفرت عن مقتل 14 من المتظاهرين وإصابة المزيد) من ثمانية عشر نواب يمثلون الوفاق.
في 3 مارس، استخدمت الشرطة الغاز المسيل للدموع لتفريق الشباب السنة (السوريين الأصل) ومسلمي بحارنة الشيعة الذين اشتبكوا في مدينة حمد. كانت هذه أول حادثة عنف طائفي منذ بدء المظاهرات المناهضة للحكومة. في اليوم نفسه، قال عبد الجليل خليل، وهو أحد كبار قادة المعارضة الشيعية، أنهم مستعدون لقبول عرض العائلة الحاكمة للدخول في حوار لمعالجة مظالمهم السياسية.
في 4 آذار / مارس، تجمع عشرات الآلاف من المتظاهرين المناهضين للحكومة خارج مقر التلفزيون الرسمي في البحرين، وهم يرددون شعارات ضد الأسرة الحاكمة. دعا الشيخ علي سلمان، رئيس جمعية الوفاق الوطني الإسلامية، وهو التشكيل السياسي الشيعي الرئيسي، إلى الوئام السني الشيعي، في أعقاب الاشتباكات الطائفية في اليوم السابق. قدمت ست جماعات معارضة مطالبها للحكومة رسميا، وشروط تشمل إلغاء دستور 2002 و «انتخاب جمعية دستورية لصياغة قانون أساسي جديد» للبلاد.

#### 6 - 15 مارس
في 6 آذار / مارس، تجمع الآلاف من المتظاهرين خارج مكتب رئيس الوزراء في البحرين للمطالبة بالتنحى، بينما كان اجتماع حكومي جاريا هناك. بالإضافة إلى ذلك، ظل المتظاهرون في مئات الخيام في دوار اللؤلؤة في المنامة.
في 8 آذار / مارس، شكلت ثلاث مجموعات شيعية (حركة حق، والوفاء، وحركة أحرار البحرين) «الائتلاف من أجل جمهورية بحرينية» ودعت إلى إلغاء النظام الملكي وإقامة جمهورية ديمقراطية.
يوم 9 مارس، في احتجاج بدأ في مسجد رأس رومان، تظاهر آلاف البحرينيين الشيعة على مكتب الهجرة في العاصمة المنامة، وأعربوا عن معارضتهم لمنح الجنسية إلى السنة من دول أخرى يخدمون في الجيش في البلاد. ومع ذلك، من أجل التأكيد على أن الاحتجاج كان ضد سياسة التجنيس الحكومية، وليس ضد المواطنين السنة في البحرين، صرخ المشاركون أيضا شعارات حول الوحدة السنية الشيعية.
في 10 آذار / مارس، في مدرسة في سار، اندلعت اشتباكات بين الآباء السنيين المجنسين - معظمهم من سوريا وباكستان - والآباء الشيعة، بعد أن شن بعض التلاميذ الشيعة احتجاجات مناهضة للحكومة. وفي حادث منفصل، شارك المدرسون والطلاب وأولياء أمورهم في احتجاج أمام وزارة التربية والتعليم في مدينة عيسى مطالبين باستقالة الدكتور ماجد بن علي النعيمي وزير التعليم.
في 13 آذار / مارس، استخدمت شرطة مكافحة الشغب الغاز المسيل للدموع والرصاص المطاطي في محاولة لإجبار مجموعة من المئات من المتظاهرين المناهضين للحكومة على عرقلة المنطقة المالية في العاصمة، حيث خيم المتظاهرون لأكثر من أسبوع. وأظهر شريط فيديو ظهر على موقع يوتيوب أن أحد المتظاهرين يطلق عليه رصاصة غاز مسيل للدموع على مسافة قريبة. كما طوقت شرطة مكافحة الشغب المتظاهرين في دوار اللؤلؤة، بؤرة الاحتجاجات في البحرين لمدة شهر تقريبا، مطلقين قنابل الغاز المسيل للدموع، في حين قام محتجون اخرون بعدد من المسيرات على أهداف رمزية - مكتب رئيس الوزراء، وزارة الخارجية، ومبني التلفزيون الوطني، وغيرها. وطبقا للشهادة التي جمعتها منظمة أطباء من أجل حقوق الإنسان، أطلقت شرطة مكافحة الشغب ذخائر نارية حية على الحشد وضربت المتظاهرين بالهراوات وأعقاب البنادق. وقالت وزارة الداخلية البحرينية إن ثمانية من رجال الشرطة أصيبوا أثناء العملية لتفريق المتظاهرين، بما في ذلك إزالة الخيام. وعانى عرفان محمد أحد عمال البناء الباكستانيين من إصابات خطيرة في الدماغ بعد أن تعرض لهجوم بوحشية وقطع لسانه من قبل المتظاهرين المناهضين للحكومة. أبلغت ممرضة بحرينية مرخصة عن علاج خمسة مرضى في مجمع السلمانية الطبي بسبب استنشاق الغاز ليلة 13 مارس / آذار. وذكرت أن أعراض المرضى تتفق مع غاز الأعصاب. وأفاد طبيب رعاية أولية في مستشفى آخر أبلغت به منظمة أطباء من أجل حقوق الإنسان أن المركز الطبي الذي عمل فيه عالج 26 مريضا بسبب جروح طلقات نارية واستنشاق الغاز، وأيضا في 13 مارس / آذار.
في 14 آذار / مارس، وافق مجلس التعاون الخليجي، وهو مجموعة إقليمية تضم ست دول تضم البحرين والسعودية والكويت وعمان وقطر والإمارات العربية المتحدة، على إرسال قوات منقوات درع الجزيرة لحماية المرافق الرئيسية ، مثل منشآت النفط والغاز والمؤسسات المالية، بناء على طلب الحكومة البحرينية. وصل حوالي 4,000 جندي سعودي، يليهم 500 شرطي من الإمارات العربية المتحدة. وصلت القوات السعودية إلى حوالي 150 مركبة مدرعة و 50 مركبة مدرعة خفيفة أخرى.
قالت الحكومة البحرينية إنها طلبت من الجنود «النظر في سبل لمساعدتهم على نزع فتيل التوتر في البحرين». بينما رأت المعارضة البحرينية إن هذا «يعتبر احتلالاً». كما كانت هناك معارضة للقوات التي وصلت بعد أربع وعشرين ساعة فقط من الاشتباكات الدموية بين المتظاهرين والشرطة. زعمت تقارير أخرى بأنها أطلقت على احتجاجات الفصيل الشيعي حرباً، مما يعكس انقساما داخل المعارضة. أجرى ولي العهد محادثات مع المعارضة حول الإصلاح. ودعتالولايات المتحدة إلى ضبط النفس، لكنها لم تعلق على ما إذا كانت تدعم هذه القوات، في حين أن إيران نددت بأن استخدام القوات من دول الخليج العربية «غير مقبولة»، مما دفع البحرين إلى استدعاء سفيرها في إيران احتجاجا في تدخل طهران «السافر» في شؤونها الداخلية، وفقا لوكالة الأنباء الرسمية.
في 15 آذار / مارس، أعلن ملك البحرين حالة طوارئ مدتها ثلاثة أشهر، يأذن لرئيس القوات المسلحة في البلاد باتخاذ جميع التدابير اللازمة «لحماية سلامة البلد ومواطنيه». وعلى الرغم من ذلك، استمرت الاشتباكات بين المتظاهرين المناهضين للحكومة وقوات الأمن، مما أسفر عن مقتل شخصين على الأقل وإصابة 200 آخرين. وكانت هناك أيضا اشتباكات عنيفة في عدة مناطق شيعية الأصل. وفي قرية سترة، أطلقت الشرطة النار على السكان. وقال طبيب لبي بي سي نيوز إن الجنود والشرطة كانوا يستخدمون سيارات الإسعاف لمهاجمة الناس. نصحت بريطانيا رعاياها في البحرين بمغادرة البلاد في اقرب وقت ممكن ووعدت بمساعدة اى شخص يحتاج إلى اخلاء. واضافت «اننا ننصح بعدم السفر إلى البحرين، ونوصي لأولئك الذين ليس لديهم أسباب ملحة للبقاء بالمغادرة عن طريق الوسائل التجارية في اسرع وقت ممكن». وفقا لما ذكرته وزارة الخارجية البريطانية.

#### 16 - 17 مارس
بعد نشر قوات درع الجزيرة، شنت قوات الأمن حملة ضد المتظاهرين في دوار اللؤلؤة وأماكن أخرى. واستخدمت قوات الأمن مركبات مصفحة وطائرات هليكوبتر خلال العملية، وأطلقت الغاز المسيل للدموع لتفريق المتظاهرين. تم تطهير المئات من المتظاهرين من ساحة اللؤلؤة. وقتل خمسة متظاهرين وجرح العشرات خلال الحملة.
كما عرقلت قوات الأمن الوصول إلى المرافق الطبية، وادعى أحد الأطباء أن القوات الحكومية استهدفت مستشفى للمتظاهرين المصابين، وأطلقت النار عليهم في الممرات. كما ألقي القبض على العديد من الناشطين أو أعيد اعتقالهم. وحذر الجيش الملكي البحريني من تجنب التجمعات «من أجل سلامتك». كما أثار الوجود السعودي المخاوف من مزيد من الصراع حول الانقسام السني الشيعي.
في اليوم التالي، أفادت التقارير بأن المنامة كانت هادئة إلى حد كبير. ولا تزال المحلات التجارية والمراكز التجارية مغلقة حيث كان الجنود متمركزين في جميع أنحاء المدينة، بما في ذلك المناطق التجارية في وسط المدينة ومرفأ البحرين المالي. واستمرت بعض الاشتباكات خارج المنامة في أماكن مثل سترة وكرانة. كما أفاد مستشفى السلمانية أنه لا توجد بعض الإمدادات الطبية مثل معدات التعقيم وأنابيب الأوكسجين. كما حاصرت القوات الحكومية المستشفى ومنعت ما لا يقل عن 100 طبيب من مغادرة المبنى. وتم إبعاد واحتجاز أطباء آخرين قسرا. أفادت منظمة أطباء من أجل حقوق الإنسان أن قوات الأمن البحرينية قامت بتعذيب المرضى في محاولة لاستخراج اعترافات عن أنشطة مناهضة للحكومة. وقال مريض في سن المراهقة، كان قد أصيب بعيار طلقات نارية وأصيب بالعمى في عين واحدة من قبل، إنه تم تجريده من ملابسه وتصويره عارياً وضربه بهراوات قوات الأمن الملثمين. بث تلفزيون البحرين تغطية للعمال الأجانب من جنوب آسيا الذين تم سحبهم من سيارة إسعاف في المستشفى بينما تعرضوا للاعتداء من قبل المتظاهرين. كما قتل ستة أشخاص على الأقل.
ألقي القبض على عدد من قادة المعارضة وناشطين بين عشية وضحاها، بمن فيهم حسن مشيمع؛ وإبراهيم شريف، رئيس جمعية العمل الوطني الديمقراطي؛ وعبد الجليل السنكيس، زعيم حركة حق. وتحدث مشيمع أيضا إلى قناة الجزيرة قائلا: «يجب على قوات الأمن البحرينية أن تتوقف عن قتل الناس، وأن الولايات المتحدة تعرف على وجه الخصوص أن الشعب يكافح من أجل الديمقراطية بطريقة سلمية، وقد جاء جميع الصحفيين ورأوا الناس يحتجون سلميا، لم يحاولوا استخدام أي أسلحة ... ولم يقوموا إلا بإلقاء الورود فقط». وقال الشيخ علي سلمان، رئيس جمعية الوفاق: «يجب على الجيش الانسحاب من البحرين، جيش المملكة العربية السعودية، وهذه دعوة للملك السعودي، الملك عبد الله».
تم نقل موظفي البنك الدولي إلى دبي وسط الاضطرابات. ولم تفتح بورصة البحرين في 16 مارس / آذار بعد إعلان حالة الطوارئ، إلا أنها أعيد فتحها في اليوم التالي حيث نشأت مخاوف من احتمال الرياح المعاكسة.
سار عدة مئات إلى بضعة آلاف من المتظاهرون السعوديون في القطيف والبلدات المجاورة من 15 إلى 18 مارس تضامنا مع المتظاهرين البحرينيين الداعين إلى سحب قوات درع الجزيرة من البحرين.
أظهرت قناة «العربية» شريط فيديو لمسعفين قالوا إنهم كانوا على صلة بالمتظاهرين، مما أدى إلى إصابة عمال هنود أصيبوا بجروح في المستشفى. وفقا لذلك، يتعرض العمال الأجانب للاعتداء من قبل المتظاهرين من أجل تقويض الاقتصاد الوطني. وأظهر شريط فيديو آخر مجموعة من المتظاهرين، بعضهم في سيارة تحمل علامةالهلال الأحمر تسير فوق رجل شرطة.
تلقت منظمة أطباء من أجل حقوق الإنسان تقارير مؤكدة تفيد بأن القوات الحكومية سرقت في الأسابيع التي تلت بدء الاحتجاجات في فبراير / شباط ما لا يقل عن ست سيارات إسعاف واستخدمتها لأغراض عسكرية، وأن الشرطة انتحلت شخصية مسعفين من أجل الاقتراب من المتظاهرين. وأفاد أحد شهود العيان بأن المسعفين وسائقي سيارات الإسعاف اعتدوا علىدوار اللؤلؤة في 16 مارس / آذار. وردّت لجنة الصليب الأحمر الدولية: «من غير المقبول تماما مهاجمة أولئك الذين يقدمون الرعاية الطبية وعرقلة المرور الآمن لسيارات الإسعاف. ويجب على جميع الذين يشاركون في أعمال العنف حماية العاملين في المجال الطبي، والمرافق الطبية، وأي مركبة تستخدم كسيارة إسعاف. ويجب أيضا احترام المسعفين والسماح لهم بالقيام بأعمالهم المنقذة للحياة في أمان».

#### 18 - 20 مارس
تم هدمدوار اللؤلؤة في وقت مبكر من 18 مارس. وتم قراءة هذه الخطوة على أنها تدميراً لرمزا هاما ونقطة محورية للحركة الاحتجاجية.
قال الشيخ عيسى قاسم، رجل الدين الشيعي البارز، خلالصلاة الجمعة في الدراز إن الناس يطالبون بحقوقهم في الإصلاح السياسي، وأنهم «لا يؤمنون بالعنف الذي تحاول السلطات دفعهم إليه». كما أيد «النهج السلمي الذي كان خيارنا منذ اليوم الأول». وفي جميع أنحاء البحرين، خرج الآلاف من المتظاهرين خارج المساجد بعد صلاة الجمعة ووعدوا ب «التضحية بالدم في البحرين» حيث تجمع الناس لدفن جعفر محمد عبدلي، ضحية حملات قوات الأمن الدموية. وقال أطباء في البحرين إن المستشفيات تحت الحصار من قبل الجيش. وتم السماح لبعض العاملين في المجال الطبي بمغادرة المستشفى بينما قام التلفزيون الحكومي بتصويرهم. ثم توقفت الكاميرات وتعرض الموظفون للضرب، في حين تعرضت النساء للتهديد بتسريحهن من الخدمة. وقال الطبيب أيضا إنه لم يسمح لأي من المتظاهرين الجرحى بنقلهم إلى المستشفى من عيادات أخرى. وألقي القبض على الأطباء الذين تحدثوا إلى وسائل الإعلام الأجنبية ولم يكن هناك سوى عدد قليل منهم في المستشفى.
في 20 مارس / آذار، سار عدة مئات من المشيعين خلال تشييع جثمان رضحي عيسى الرضيين في قرية سترة الشرقية الشيعية.
في الساعات الأولى من اليوم، احتجزنبيل رجب رئيس مركز البحرين لحقوق الإنسان لفترة وجيزة بواسطة العشرات من قوات الأمن البحرينية الرسمية مع 20 إلى 25 رجلا ملثما، بعضهم مسلح ببنادق. ثم أطلق سراح رجب بعد استجوابه في مرفق احتجاز تديره وزارة الداخلية في العدلية، إحدى ضواحي العاصمة المنامة.
في نفس اليوم، اجتمع ثمانية عشر مشرعا سابقا، استقالوا احتجاجا على الحملة، في مكاتب الأمم المتحدة في المنامة لنداء الأمم المتحدة لوقف العنف ضد المتظاهرين والتوسط في المحادثات بين المعارضة والحكومة. كما دعوا الولايات المتحدة للضغط على القوات العسكرية بقيادة السعودية لمغادرة البلاد. وذكرت قناة الجزيرة ان جماعات المعارضة الرئيسية خففت من الظروف لاجراء محادثات مع الحكومة بعد يوم واحد من تعهد الملك باجراء اصلاحات لانهاء الاحتجاجات. كما دعا حزب الوفاق المعارض الشيعي إلى الإفراج عن جميع المعتقلين وطالبوا بإنهاء الحملة الأمنية والانسحاب الكامل لجميع قوات مجلس التعاون الخليجي. احتج المئات من السعوديين في القطيف على وجود قوات درع الجزيرة في البحرين. وصفت رويترز التدخل العسكري في البحرين بأنه تسبب في تكثيف الاحتجاجات السعودية، حيث أبلغت عن حادثة حرق فيها الشباب الغاضب المنزل الثاني لقاضي يدعو لتوقف الاحتجاجات في الشوارع.

#### 25 مارس
في 25 آذار / مارس، تم التخطيط ل «يوم الغضب» في تسعة مواقع بحرينية، متحدياً بذلك قانون الطوارئ في البلد. وقد نظمت المسيرات من قبل نشطاء الإنترنت والقرى الشيعية في جميع أنحاء البلاد، ولكن الجمعية المعارضة الشيعية الرئيسية «الوفاق» وبعض الأفراد من حركة شباب 14 فبراير، الذين كانوا قد نظموا احتجاجات دوار اللؤلؤة السابقة، لم يشاركوا. وفي الوقت نفسه، قدمت حكومة البحرين، بعد التشاور مع مجلس التعاون لدول الخليج العربية، شكوى رسمية إلى الحكومة اللبنانية حول عرض حزب الله دعماً للمتظاهرين الشيعة بشكل رئيسي وقامت الشرطة سريعاً بتفريق الاحتجاج باستخدام الغاز المسيل للدموع والرصاص المطاطي. وفقا لجميعة الوفاق، وهي جمعية سياسية بحرينية، توفي رجل يبلغ من العمر 71 عاما بالاختناق في منزله بعد أن أطلقت الشرطة الغاز المسيل للدموع في قرية معامير.

#### 26 مارس
احتج بعض الباكستانيين (حوالي 1500) على استغلال مواطنيهم واستخدامهم كمرتزقة لوقف الحركة الثورية في البحرين.

#### 27 مارس
في 27 مارس، قبلت الوفاق عرضا كويتيا للتوسط في محادثات مع الحكومة البحرينية لإنهاء الأزمة السياسية. كما رحب مجلس التعاون الخليجي بذلك.
أعلنت الوفاق أن عدد المفقودين بلغ ستة وستين شخصا، يعود معظمهم إلى اعتداءات قوات الأمن في دوار اللؤلؤة في 16 آذار / مارس. كما قالت إن عدد المعتقلين كان 173، بينهم خمس نساء، اثنتان منهن حوامل، وأن قوات الأمن اقتحمت منزل الشيخ عبد الجليل المقداد في وقت مبكر من 27 مارس / آذار وألقت القبض عليه. بالإضافة إلى ذلك، أعلنت الوفاق أن قوات الأمن اعتقلت أيضا جواد كاظم منشد وعبد الله حسن الحمد وسيد علوي العلوي وتوفيق القصاب وحسن القصاب فجر يوم 26 مارس.

#### 28-29 مارس
في 28 آذار / مارس، نفى وزير الخارجية البحريني خالد بن أحمد آل خليفة أي مشاركة كويتية قائلاً: «إن أي حديث عن الوساطة الكويتية في البحرين غير صحيح تماما، وكانت هناك جهود سابقة لم يتم الرد عليها، ولكن انتهى الأمر بفعل السلامة الوطنية (الأحكام العرفية).»
في 29 آذار / مارس، قبل البرلمان البحريني استقالة أحد عشر عضوا من أصل ثمانية عشر من نواب الوفاق الذين تنحوا احتجاجا على العنف ضد المتظاهرين المؤيدين للديمقراطية. كما استقال عبد الجليل خليل، زعيم الوفاق.

#### 30 مارس
اعتقل المدون البحريني البارز محمود اليوسف أثناء استمرار الاحتجاجات. وأعلنت هيومن رايتس ووتش أن السلطات البحرينية تضايق وتعزل مرضى المستشفيات المصابين في الاحتجاجات المناهضة للحكومة. «كما تم نقل هؤلاء المرضى من المستشفيات أو نقلهم قسرا إلى مرافق طبية أخرى، وغالبا ما يكون ذلك ضد النصيحة الطبية، وقد وثقت هيومن رايتس ووتش هذه الحالات». حصلت بي بي سي نيوز على صور لضباط شرطة ضربوا بضراوة محتجين عُزل مكبلين.
آيات القرمزي، شاعرة تبلغ من العمر عشرين عاما، اعتقلت لالقاء قصيدة تنتقد الحكومة خلال الاحتجاجات المؤيدة للديمقراطية في دوار اللؤلؤة، المكان الرئيسي للتظاهر، في فبراير / شباط.